# ティンクルセイバー
『ティンクルセイバー』（Twinkle Saber）は、藤枝雅による日本の漫画作品およびそれに登場するスーパーヒロインの名前。通称『TS』。

## 概要
本作は、世界征服を企む部活・世界征服部と、彼らの野望を阻止する部活・正義の味方部との対峙構造を主軸として、時に行われる戦いを描く特撮変身ヒーロー（ヒロイン）物のストーリー漫画である。
元々は作者が1995年から2003年にかけて同人サークル「あとりえ雅（現：仕立屋雅）」にて発表された同人誌作品だった。後に2004年にこれと並行する形でストーリー構成をフルリメイク（設定の見直しや新キャラクター、新エピソードの追加など）し、一賽舎（現：一迅社）出版の商業誌『コミックZERO-SUM増刊WARD』で連載されていたが、2005年にて同出版社の『月刊ComicREX』の創刊により移動し、REXの看板作品となった。
また、題名は連載当初は同人版同様「ティンクルセイバー」だったが、本作の単行本化に伴い「ティンクルセイバーNOVA」へと改題された。
2008年12月号から2010年11・12月合併号までは隔月連載に変更（2009年6月号から2010年8月号は作者の体調不良により休載）、2012年10月号以降は不定期連載となった。また、作者がドラマCD好きということもあり、限定版単行本や店舗特典としてドラマCDが付属されている。
ストーリー形式は1話から4話までは1話完結だったが、5話以降からは2編〜3編で1話分のパート構成となった。各話数の通し番号は、雑誌掲載は「ACTIVITY○〈章〉-○〈話〉（○〈パート〉）」（2010年11・12月合併号までは「EPISODE:○〈章〉-○〈話〉」。章は巻数と掛けている）、単行本は「ACTIVITY-○」となっている。作風としては基本的に仄々とした明るくコミカルなシーンや白熱するバトルシーンが多いが、「過去に起こった事件によって生じたわだかまりや確執」「部活の行く末に対する複雑な心情」「極星所有者が抱く葛藤や苦悩」などを描いたシリアスで重いストーリーもしばしば展開される。また、藤枝の作品の特徴である百合描写は比較的少なめであり、本作の各所にしばしば藤枝が手掛けてきた作品に登場する人物名や用語などが登場している（後述）他、作中での台詞や設定集の解説の一部に有名な作品のパロディが含まれている。

### 休載について
本作は長期連載作品ではあるが、休載している期間が非常に長い（多い）。最長の休載は前述の通り2009年6月号から2010年8月号までの1年2ヶ月で、単行本の刊行では4巻は前巻から5年の開きがある。
2015年2月号の掲載を最後に休載に入ったが、2020年現在連載再開の予定は立っておらず事実上の打ち切り状態となっている。このことについて藤枝は「今の自分ではあの作画の維持ができなくなり、連載再開は難しい状況になったので、実質的に打ち切りとなる」とX（旧：Twitter）で明かしており、今後の展開についても「もうREXさんでやらせていただけるとは考えてないし、連載はできない」と述べているが「何かできることがあれば」とも語っている。
その後、2022年6月の作者のTwitterにて同人作品という形で本作の執筆を再開することを発表した。また、藤枝は同年8月のTwitter内で本作の結末に関して「完結はしない」とも述べており、今後の展開体制については「REX誌での連載再開は体制的にも体力的にも難しい」と語りKindleを中心に連載を進めていくとのこと。それに伴いタイトルも『ティンクルセイバーHEIR』に改称された（後述）。

## ストーリー
ストーリーの流れは『ティンクルセイバーNOVA』および『ティンクルセイバーHEIR』（以下『NOVA』、『HEIR』）に準拠している。
EPISODE:1
【ACTIVITY-1 - ACTIVITY-3】
今より近い未来。東京湾上の埋立地に立てられた「学校法人 美咲輝学院（みさきがくいん）」は星徒の自主性を重んじる校風「自由自在」が知られており、特に部活動に関しては各クラブに様々な権限が与えられて学院といえども部活動への干渉が許されないほどであり、特筆すべき成績を修めた星徒は学院を管理する組織「星徒会」から「極星」と呼ばれる称号を与えられていた。その中でも学院を征服してここを足がかりに世界征服を果たそうとするクラブ「世界征服部」が、学院内の施設のあちこちを「征服」しようとしていた。
4月11日、学院の高等部に通う食いしん坊な少女・鈴鳴はやなは、級友の京月葵と共に喫茶室「Q・J」で昼食を摂っていたところを世界征服部に所属する青年・浅凪九郎が現れ、Q・Jの征服を宣言する。Q・Jを占拠され昼食がなくなることを拒んだはやなは、保健教諭である藤代霧瀬が設立した世界征服部に対抗するクラブ「正義の味方部」に入部し、霧瀬が開発したアクティブドレスを装着して「ティンクルセイバー」となり、征服部を撃退する。そして28日、はやなに憧れる「なぎなた部」に所属する少女・天宮さつきも「アークセイバー」として部活動に参加するが、30日に征服部部長・秋篠夕霞が差し向けた八草重遊、御堂あき、鴇神冴、司木橙也の4人の極星からなる精鋭部隊「極星衆」の出現により窮地に立たされるが、かつての極星「紅蓮姫」の名を持つ少女・不和久遠の介入により極星衆を撤退させた。
EPISODE:2
【ACTIVITY-4 - ACTIVITY-7】
不和久遠に合流した正義の味方部は、世界征服部に対抗すべく部員集めをしていた。一方の征服部も戦力強化の為に部員の勧誘を行っていた。
5月16日の日曜日、久遠の手伝いをしていた天宮さつきは、武道館にて「陸上部」に所属する少女・九行稜に出会う。さつきは稜に正義の味方部の勧誘を試みるが、争い事を嫌う彼女にきっぱりと断られてしまう。しかしさつきは稜に「自分の正義を見せること」を入部条件として、世界征服部に入部したばかりの「新体操部」に所属する少女・天羽翔子に果し合いを申し込む。一方、学院に来ていた鈴鳴はやなと京月葵は、放送部の放送からその情報を知り、さつきの思いもよらない行動に呆気にとられつつも彼女の援護に向かうこととなった。
ティンクルセイバー外伝 紅蓮姫
【ACTIVITY-7】
本編から遡ること2年前。「紅蓮姫」として名を馳せていた不和久遠の物語。
5月23日、喫茶室「カレンダー」にて久遠は、極星「銀麗覇」の名を持つ青年・九行律に手合わせを申し出る。久遠と律は、性格や考え方は違えど極星最強の称号「姫」と「覇」を与えられた実力伯仲の仲で、二人の手合わせは学院内では日常茶飯事となっていた。そんな二人の許へ星徒会長を務める少女・鈴鳴るりねと副会長の水乃緒れい（後の会長）が極星の継承を伺うために尋ねてくるが、二人は「極星は星徒会にまかせる」と答え、この場を後にする。
第三体育館にて激闘を繰り広げる久遠と律。そんな中、二人の間に突如一人の少女・鈴鳴はやなが割って入り、これを止める。はやなの身体能力を見た二人は彼女を極星継承者と見定め、極星に興味を抱いたはやなもるりねたちとの相談の下、二人の極星を受け継ぎ「銀星姫」の称号を与えられるのであった。
EPISODE:3
【ACTIVITY-8 - ACTIVITY-11】
武道館にて「極光」を輝かせながら激闘を繰り広げる天宮さつきと天羽翔子、その光景を見つめる九行稜。正義の味方部に興味を抱き始めた稜は、世界征服部の一人・御堂あきに挑戦を申し出、これに勝利する。そして、鈴鳴はやなも遅れてさつきと翔子の戦闘に介入。双方互角の激闘を繰り広げた末、決着は次回に持ち越すこととなった。
戦闘終了後、稜は正義の味方部に正式入部、そのことにはやなとさつきは快く歓迎した。しかし、5月19日にて秋篠夕霞の提案を承諾した星徒会によって正義の味方部に「活動制限」が付けられてしまった。
24日の午後、世界征服部は学生寮西食堂「青龍」の征服活動を開始。星徒会から30分という短い時間を与えられ、焦りを募らせたはやなとさつきの前に現れたのは、アクティブドレスに身を包み「ソルセイバー」として活動することとなった稜の姿であった。
EPISODE:4
【ACTIVITY-12 - ACTIVITY-15】
食堂「青龍」に到着した九行稜は、待ち受けていた戦闘員たちを次々と撃退し征服阻止が近づいたと思われた矢先、世界征服部の一人・鴇神冴が現れる。稜は冴と戦闘を開始するが冴の技に行動を封じられ、鈴鳴はやなと天宮さつきの援護も浅凪九郎と八草重遊の妨害により現場には間に合わず、活動限界の30分を迎え正義の味方部は敗北してしまう。
5月25日、初めての敗北を喫した正義の味方部は、征服部に対抗すべく朝練を開始、はやなは2年の間眠らせていた極星「銀星姫」を復活させたのと同時に元極星「銀麗覇」の九行律との再会を果たす。その同日の昼休み頃、保健室にて藤代霧瀬の前に現れた少女・歌音ブライトクロイツが入部を希望してくる。だが食堂街「ムーンライン」にて世界征服部が活動を開始した直後、彼女はメンテナンス中のアクティブドレスを無断で持ち出し出動してしまう。ドレスを持ち出された上、さつきと稜は昼食の食べ過ぎで行動すらままならない状態のため、活動をするのが困難と思われた状況の中、霧瀬により眠っていたもう1つのドレス「AD-000 『Princess of Silver Star』」が持ちだされ、はやなはそのドレスと篭められた想いを引き継いで「ティンクルセイバーNOVA」の名を新たに得る。
EPISODE:5
【ACTIVITY-16 - 】
鈴鳴はやなの姉・鈴鳴せりほが部長を務める報道部が「銀星姫」を復活させたはやなを取材しようと活動する中、世界征服部が活動している食堂街「ムーンライン」では無断で持ち出したアクティブドレスを身に纏った歌音ブライトクロイツと征服部の一人・司木橙也との戦闘が繰り広げられていた。彼女は彼の圧倒的実力差に苦戦を強いられ、強力な一撃を喰らいついに倒れてしまう。一方「ティンクルセイバーNOVA」へと生まれ変わったはやなは天羽翔子の猛攻を掻い潜り、歌音の許に到着、橙也を一撃で下した。
征服部への反撃を掛けるはやなの前に、以前味方部を敗北に追い込んだ鴇神冴が極光を全開にして再び立ち塞がる。二人の極光のぶつかり合いの末、はやなが勝利を収め、食堂街ムーンラインの征服阻止に成功する。

## 登場人物
- 凡例
  - 声優はドラマCD版のもの。なお、設定は基本的に同人誌版（以下『無印』）および商業誌版（以下『NOVA』）に基づいている。
  - 各人物解説の冒頭は順に、作中での学年および職業、所属の部活および組織、極星、極星名、誕生日、年齢、星座、初登場話など。

### 正義の味方部
鈴鳴はやな（すずなり はやな） / ティンクルセイバー→ティンクルセイバーNOVA
声優：國府田マリ子
- 学年：高等部2-紅 / 所属：元新体操部（中等部時代）→無所属→正義の味方部 / 極星：現・銀 / 極星名：銀星姫＜ぎんせいき＞ / 誕生日：4月10日 / 年齢：16歳 /星座：牡羊座 / 初登場：ACTIVITY-1

本編の主人公。天真爛漫な振る舞いと数多い謎を持つ少女。家族構成は両親と三姉妹の6人暮らしで、鈴鳴四姉妹の三女。同級生の葵とは中等部時代からの親友で、常に共に行動している。髪は肩まであるピンクのロングヘア（14話以降からは白の布地に紫のラインが入ったリボンでポニーテールに結い上げている）で、カチューシャを着けている（1話から15話前編までは両端にリボンを付けていた）。瞳は若竹色。また、普段はコンタクトレンズや眼鏡を着けているが、裸眼でも日常に差し障りはない模様。身長は152 cm。
ある日突然現れた世界征服部を止めるため、霧瀬の勧誘で「正義の味方部」に入部、「ティンクルセイバー」となる。律から「銀」の極星、久遠から「姫」の名を受け継ぎ、「銀星姫」の極星名を持つが、それを知る者は少ない。愛称は「はーちゃん」。
基本的にのんびり屋な天然ボケだが、根は正義感が強く心優しい性格。また、落ち込む後輩を慰めたり励ましたりするなど面倒見のいいムードメーカーでもあり、その人柄から部員達の信頼も厚い。「はらぺこ姫」とも称される程の並みならぬ食事量を誇る（霧瀬曰く「一日に十食前後も食べる」）痩せ型の健啖家で、何十人前もの料理を一気に平らげてしまうほか、食事に関するエピソードには事欠かない一応料理はできるものの、味見のつもりで完食してしまうため、基本的に弁当は母親と葵に作ってもらっている。一方で、お洒落にはあまり興味を示さない（葵談）。成績は比較的良いほうだが、難しいことを考えることは苦手。深く考えるよりもとりあえず行動するタイプ（後に葵から「どっちかというと後のことを考える方」と評されている）で、極星や味方部に即興味を抱いたり、極星を継ぐ際「（極星を）継いでから考える」と言ったりするなど、良く言えば飲み込みが早い上に決断力が強いが、悪く言えば無茶苦茶かつ大雑把。語尾に「☆」を付けることが多い。
その食事量やのんびりとした言動とは裏腹に、かつて所属していた新体操部で培われた優れた身体能力と他者の戦法を自分流に再現する天稟な才能の持ち主であり、戦闘面ではその俊敏性と機動性、持ち前の器用さを生かした臨機応変な戦闘を得意とする。また、極光の応用術にも長けており、「銀星姫」の封印を解いてからはそれが顕著となっている。怒る事は滅多に無いが、本気で怒った時は通常よりも遥かに上回る素早さを発揮している。技名には星や恒星など宇宙に関連した名前が使われていることが多い。極光発生時は周囲に星が輝く。当時は「星（エトワール）」と称される実力者だったが、過去にあったという事件の影響で現在は新体操部に入っておらず、翔子のことも遠ざけていた。またそのせいで部活動に消極的で、霧瀬に誘われるまで一切部活動をしていなかったらしい。
過去
葵と共にるりねに弁当を届けようとしていた際中、久遠と律の手合わせを喧嘩と勘違いして止めに入ったことが切っ掛けで彼女たちから極星を継いで見ないかと誘われ、るりねの仲立ちもあって「銀星姫」の名を与えられる。また、葵に出会う以前はよく早弁をしていた。

この頃はセミロングの髪をポニーテールに上げ、眼鏡をかけていた。
EPISPDE：1
喫茶室Q.J.にて突如現れた世界征服部の征服活動に出くわし、自身および星徒たちの楽しみである昼食が食べられなくなることを嫌い、立向おうとしたところを霧瀬に止められ、彼女の部活・正義の味方部に興味を抱き正義の味方「ティンクルセイバー」として活動を始め、彼らの用心棒として雇われていた極星である和麻を一撃で倒す。その後の征服部との戦闘を経て高等部の星徒たちから自身のファンクラブが設立されるほどの注目を得ていき、十月での征服活動阻止後にさつきを仲間にする。第二体育館の征服活動の阻止に向かう際、再び和麻と対峙、AD-001を小破されつつも必殺技を用いて彼を下した。
その後、葵とともに弁当の買出しのために食堂街ムーンラインへ向かおうとしたところを極星衆の奇襲に遭うが、七月男と祐之介の介入とあきと冴の手引きもあり脱出に成功する。一度は彼らの猛攻に圧倒されるが、追加された武装・スピニングフープと途中で介入した久遠の援護もあり辛うじて撤退させた。
また、この頃から掛けていた眼鏡を外し、コンタクトに変えている。
EPISODE：2 - EPISODE：3
第四体育館にて征服部の活動を阻止した後、キャンペーンアイテムを手に入れようとミサキドーナツに来店するが、その最中に征服部に出くわす。橙也と対峙し彼の挑発に対し「見返りなんかよりももっと守りたい笑顔がある」と言い切り、橙也を撃破。その後店員から礼としてKINTOのぬいぐるみをもらった（目当てだったKINTOの風鈴ははやなたちが来店する以前（前述の征服部との戦闘があった日）に配布は終了しており、彼女たちが来た時点で既に在庫切れになっていた）。
征服部に果たし状を申し込んださつきの援護に向かう（だが胸の辺りが成長してしまったことでアンダーウェアのサイズが合わなくなり（葵の助けで仮止めで何とか着ることに成功した。なお、無印では都が試作品として密かに着用させていた寄せブラのせいで一時的にサイズが合わなくなった為、外して向かう羽目にあった）、向かうのが遅れてしまった）が、その矢先かつての新体操部の同僚だった翔子に再会し、互角の戦闘を繰り広げた。戦闘後、翔子から征服部に入部した理由を聞いた後、彼女が去り際に自身の極星「銀星姫」を口にしたことに「……今が…そういう星の巡りなのかな」と呟いた。
その後、上記の件を機に「銀星姫」の復活を決意、稜とさつきに自分が極星であることを打ち明けた後、葵に「あの空に帰る」と宣言した。また、征服部が青龍の征服活動を開始した際、星徒会から30分の活動制限を与えられたことに焦っていたこともあり、AD-002を取り違えて着装してしまうというミスを犯してしまう。
EPISODE：4
さつきと共に稜の援護するために駆けつけるが、電車に偶然乗車していた遊と九郎の足止めを喰らい、奮闘している内に活動制限が30分を超えてしまい初めての敗北を喫する。
その後、この敗北を反省して正義の味方部としては初の『特訓』として朝練を開始する（その際、さつきと稜に極光の応用術を披露している）と同時に、封印していた極星「銀星姫」を復活させるが、その最中にAD-001を歌音の独断で持ち出されたため、活動できない状態に陥るが、霧瀬が過去に作り眠らせていたドレスを着用し、「ティンクルセイバーNOVA」へと生まれ変わった。
14話からは中等部時代のように髪型をポニーテールにし、先程まで外していた眼鏡を再び掛けるようになった。
EPISODE：5
ボール状にした極光をアーチに投げ飛ばし、それで作り上げた橋を空中歩行をするかのように渡り、征服部員を驚かせた。そして、そのまま歌音の下へ向かおうとしたところを翔子の奇襲に遭うが、難なくこれを突破し危機に瀕していた歌音の許へ辿り着き、橙也を一撃で下す。負傷した歌音を介抱した後、黒帝を出現させた冴と激闘の末、黒帝の攻撃を利用して旗を落としたことにより征服活動を阻止した（その際、正義の味方と新体操の活動が時間きっちりに収まる点が似ていることを改めて実感している）。

天宮さつき（あまみや さつき） / アークセイバー
声優：水樹奈々
- 学年：高等部1-蒼 / 所属：なぎなた部、正義の味方部（掛け持ち） / 極星：現・蒼 / 極星名：蒼雷＜そうらい＞ / 誕生日：6月2日 / 年齢：14歳 / 星座：双子座 / 初登場：ACTIVITY-2

「ティンクルセイバー」として活躍するはやなに憧れ、その当人からの勧誘で正義の味方部に入部、「アークセイバー」となった少女。なぎなた部の先輩であり姉弟子であるれいから極星「蒼雷」を継いでおり、他の極星達からは「蒼雷ちゃん」と呼ばれている。髪は腰までの長さがある黒髪のストレートが特徴で、白のリボンで髪の一部をポニーテールに結っており、前髪は姫カットにしている。瞳は白みがかった藍色。身長が172 cmとかなり長身であり、本人も若干そのことを気にしていた様子。
敵に対しても礼節を弁える淑やかかつ礼儀正しい大和撫子然とした性格で、常に丁寧語を用いる。一方で、何かが起こると落ち込んだり、時としては取り乱して泣き喚くなど、繊細かつやや感情の起伏が激しい一面もある。愛称は「さっちゃん」。
和風で流麗な外見に反してかなりのミーハーで、はやなファンクラブのプラチナメンバーである。また極星マニアでもあり、極星関連のグッズを集めており、特に紅蓮姫・久遠や銀麗覇・律に関しては初対面の久遠を怯ませるほど激しく握手したり（霧瀬曰く「なかなかの素質」）、律の名を聞いて興奮するほどの大ファンである。入学した理由も、先代極星のれいから多くの極星達の逸話を聞き、自身も同じ星になりたいという強い憧れからである。同学年の稜のことは勧誘当初は冷たい扱いをされていたが、入部してからは自棄食いに付き合ってあげたり一緒に特訓をしたりなど彼女と行動を共にすることが多くなった。
実家が受け継がれる伝統ある薙刀の流派『天宮流 長刀【あまみやりゅう なぎなた】』の名を冠する古い薙刀道場で、部活でもなぎなた部にも籍を置いている。実力もれいに並ぶ師範代級の腕前で、大会で優勝してみせたこともあり、戦闘時でも先陣を切って立ち向かう正義の味方部の主砲とも言える存在で、はやなからも「先を任せられる仲間」と称されるほど厚い信頼を寄せている。また、彼女の流派・月華流【げっかりゅう】は久遠の流派・我流『紅』を真似て自己流で考えた流派である。技名には暦関連の用語が使われているものが多い。極光発生時は周囲に青い稲妻が走る。
くすぐられることが大の苦手で、特に背中が弱点。
藤枝曰く「同人誌制作当初は他の子よりちょっとだけ思い入れがある」。
EPISODE：1
クロエの征服活動を企てる征服部に抵抗しようと試みた矢先、阻止に入った1人の女戦士（ティンクルセイバー=はやな）を目撃。それ以降彼女に憧れを抱き、十月にて征服部の活動を阻止したはやなに差し入れした後、彼女に勧誘され掛け持ち入部、2人目の正義の味方「アークセイバー」として活動を開始した。第二体育館の征服活動阻止から翌日、なぎなた部の大会に出場し、優勝を収めた。
EPISODE：2 - EPISODE：3
第四体育館にて征服部の活動を阻止した後、はやなからキャンペーンアイテム入手に付き合わされミサキドーナツに来店するが、その最中に征服部に出くわす。橙也と対峙するがはやなが自身を出し抜いて撃破したため「着替えただけで何もできなかった」としょんぼりした。
久遠と共に3人目の部員探しをするが、各部活の部員の移籍によりなかなか見つからずにいた。武道館で陸上部のエース・稜と対面し、一度は断られるが粘り強く勧誘を続け、自分の正義を見せることを入部条件にはやな達には独断で征服部に果し合いを申し込み、征服部の新入部員・翔子と互角の戦闘を繰り広げたが、稜が観客席にいなかった（あきとの戦闘に向かっていた）ため、自分の対決がすごくつまらなかったと思い込み戦意喪失。その後、はやなが駆けつけたことにより戦線から離脱し彼女の戦闘を観戦した。
対戦後、この行動を執ったことを深く反省するが、はやなに「私は頑張った子の味方だし、入ってくれなかったらもうちょっと2人で頑張ればいい」と慰められた後、彼女から「銀星姫」であることを打ち明けられ仰天した。
星徒会が味方部に活動制限を宣言したことに疑問を抱き、れいに訴えるが、彼女から真相を聞かされ落涙した。また、征服部が青龍の征服活動を開始した際、星徒会から30分の活動制限を与えられたことに焦っていたこともあり、AD-001を取り違えて着装してしまうというミスを犯してしまう。
EPISODE：4
はやなと共に稜の援護するために駆けつけるが、電車に偶然乗車していた遊と九郎の足止めを喰らい、奮闘している内に活動制限が30分を超えてしまい初めての敗北を喫する。
この敗北を反省して朝練を提案し、正義の味方部としては初の『特訓』として朝練を開始するが、昼にも活動がある可能性があることを失念してはやなを真似て料理を大量注文した結果、稜と共に食べ過ぎで動くことすらできない状況に陥ったため、活動の参加を断念した。
はやながAD-000を受け取った時は喜びに涙したが、彼女がトイレで更衣するという提案をしたときは泣きながら猛反対した。

九行稜（くぎょう りょう） / ソルセイバー
声優：こやまきみこ
- 学年：高等部1-白 / 所属：陸上部、正義の味方部（掛け持ち） / 極星：現・赤 / 極星名：赤陽＜しゃくよう＞ / 誕生日：12月3日 / 年齢：14歳 / 星座：射手座 / 初登場：ACTIVITY-5 パート2

先代「銀麗覇」律の妹で、1年生ながら陸上部のエースを勤める少女。その実力を見込まれ、先代「赤陽」遥々に強引に極星を継がされたらしい。久遠とは昔からの知り合い。髪は黒みがかった褐色のショートボブで、前髪の左端が跳ねている。瞳は明るい紫でややたれ目。一人称は「稜」で、語尾に「です」をつけて喋り、年上（律や遥々を除く）に対してもちゃん付けで呼ぶ（久遠曰く「これ（相手をちゃん付けすること）は昔から」）。正義の味方部の中で一番短身な部員である。律と共に京都府京都市出身で、美咲輝学院に入学する以前は実家近くの中学校に通っていた。現在は学生寮で律と同棲生活を送っている。
基本的に無表情を崩さずクールな性格で、パフォーマーな律とは対照的に派手な物や争い事を好まない。しかし興味の持てる未知の分野（本人曰く「自分がどきどき出来る場所」）に対して非常に貪欲で、興味を持ったことには一途に参加する（陸上部に入部する際もそれと同様だったらしい）。また、勝負に負けると落ち込むなど繊細な一面もある。朝は若干苦手とのことだが、朝練をすることである程度克服した。冷めた態度やキツイ物言いが多く、作中でさつきや霧瀬にツッコミを入れることも多々あり（久遠曰く「素直すぎるのが問題」）、本人も冷めた性格であることを自覚していたが、味方部に入部してからは冴が極光で黒帝を出現させたのを見て、自身も極光を極めたら巨大なプリンが作れると発言しさつきに突っ込まれるなど幾分かお茶目な一面も見せ始めた。同じ学年のさつきのことは勧誘時は素っ気無い態度を取っていたが、入部後は彼女のことを愛称で呼ぶほどにまで関係が良好になっている。戦闘面では直接的な戦闘力は低いものの、陸上部で培った高速性を生かした一撃離脱の戦闘を得意とする。極光発生時は周囲に陽炎が揺らめく。
卵料理が好物で、主にプリンを好んで食べており（本人曰く「毎日食べても飽きない程度」で、特に山猫堂製の物がお気に入り。その一方でそれ以外の甘い物は苦手（ただし甘いものでも卵が含まれていれば食べることができる））、プリンへの思い入れはこの上なく強い。好きな動物はパンダ。服装に関してはズボンを穿くことが多く、逆にスカートは穿かない（本人曰く「（脚が）スースーするので好きじゃないです」とのこと）。その為か、学院内では陸上部のユニフォームや私服を着用しているが、学院からの要請があればやむなく着用するらしい。
同作者の別作品『飴色紅茶館歓談 FirstFlash』では、彼女と律の先々代に当たる瓜二つの兄妹が飴色紅茶館に立ち寄っている姿が描かれている。
EPISODE：2 - EPISODE：3
陸上部の練習をしていたところをさつきと久遠に勧誘されるが、上記の争い嫌いもあって一度は断る。その後もさつきの熱心な勧誘を受け続け、「さつきの正義を見る」ことを入部する条件として征服部新入部員・翔子との戦闘を観戦する。そして、久遠から銀星姫（はやな）の話を聞き、正義の味方部に少しずつ興味を持ち始め体験入部、征服部部員・あきとの対決（競争）に勝利した（この時、無意識に極光を発生させた）。
その後、遥々の後押しもあり正式に掛け持ち入部し3人目の正義の味方「ソルセイバー」となり、持ち前のスピードと霧瀬の教えもあってはやなとさつきよりも征服部の活動現場である青龍へと急行で向かっていった。また、初入部の際AD-003の試着をしたが、「早く動くのに邪魔」という理由で外装を着用しなかった（しかしはやなの「ウェイトって考えてみたら?」という口車を飲んで納得した）ほか、（描写はないが）葵のセリフからすればはやなから「銀星姫」であることを打ち明けられた模様。
EPISODE：4
青龍にて初陣にもかかわらず（祐之介を除く）大勢の戦闘員を一人で片付ける活躍を見せたが、途中で介入した冴に攻撃を見切られた上で捕縛技で動きを封じられ、はやな達の援護も間に合わず活動制限が30分を超えてしまい敗北してしまう（無印では活動制限と冴の介入がないため、活動阻止に成功している）。
敗北後ははやな達の援護を待たずに先行してしまったことへの自責の念から一人落ち込んでしまう（本人曰く「陸上部以外で悔しい思いをしたのは久しぶり」とのこと）が、はやなの慰めや正義の味方部のやわらかな空気（本人曰く「落ち込むのがバカらしくなるくらい気楽」）に癒され、「真っ直ぐなのは稜向きですかね」と決意を新たにする。
その後、この敗北を反省して正義の味方部としては初の『特訓』として朝練を開始するが、昼にも活動がある可能性があることを失念してはやなを真似て料理を大量注文した結果、さつきと共に食べ過ぎで動くことすらできない状態に陥ったため、活動の参加は断念した。
また、この頃から先程まで嫌っていた戦闘を積極的に行うようになった。

歌音 ブライトクロイツ（かのん ブライトクロイツ） / ティンクルセイバー
声優：花澤香菜
- 学年：高等部1-白 / 所属：正義の味方部 / 年齢：15歳 / 初登場：ACTIVITY-12 パート1

保健室にて霧瀬に入部を申し出た極星を狙っている（理由は現時点では不明）日本人とドイツ人のハーフの少女。髪は薄紫色のツインテール。瞳は山吹色（一部の表紙イラストでは濃い桃色、ドラマCDでは紺色がかった紫）で、やや吊り目。稜に次いで小柄。時折ドイツ語を喋ることもある。
入部時はお嬢様口調が目立つ淑やかな性格を装っているが、その実かなり勝気な性格の自信家で、悪知恵も働く。戦闘スタイルも相手を無傷で倒すはやなたちとは対照的に蹴り技を使ったやや過激なラフファイトが目立つ（司木橙也曰く「ゴチャ混ぜな闘り方」）。控えめなスタイルをかなり気にしており、そのことを指摘されると「アクションには邪魔な飾り」と言い切りつつも逆上し、攻撃も通常よりも過激になる。
なお、リメイクである「NOVA」で新規に登場した人物である。
EPISODE：4 - EPISODE：5
美咲輝スターライナーにて青龍に向かうはやなたちを目撃し、彼女たちの動向を探る。
その後、極星を手っ取り早く手に入れようと正義の味方部に入部し、入部受付時にエマージェンシーコールが起きた折、メンテナンス中のAD-001を勝手に装着して出動する。征服部の活動現場であるムーンラインの南門から侵入し、征服部部員を蹴散らしていく最中七月男たちに出くわすが、コンプレックスである胸を「スカスカだからADを使いこなせていない」と指摘されたことに逆上してあっさりと返り討ちにした。
その後橙也と対峙し、彼の極星を剥奪しよう（「（朱色は）あまり好みじゃない」と愚痴をこぼしていたが）と戦闘を開始するが、スタンデヴァイスを使わないこと（本人曰く「未経験だから」）と橙也がPSSを身に纏っていることもあり、徐々に劣勢に追い込まれ、プラズマリボンを右手に巻きつけ隙をついて攻撃を加えるも（橙也がこの手の攻撃に慣れていたことと彼が着ていたPSSには電撃に耐性を持っていることもあり）大きなダメージを与えることができず返り討ちに遭い、その直後に駆けつけたはやなによって介抱された。その際、「AD-001を勝手に持ち出した上、征服部に負けてしまった」とひどく落ち込むがはやなに「極星を一人引っ張ってくれたからこれから先がちょっと楽になった」と慰められた。その後、駆けつけた葵と霧瀬により保護される。

#### 顧問・マネージャーおよび協力者
藤代霧瀬（ふじしろ きりせ）
声優：久川綾
- 職業：物理・保健教諭、正義の味方部顧問 / 所属：正義の味方部 / 誕生日：3月3日 / 年齢：24歳 / 星座：魚座 / 初登場：ACTIVITY-1

ヒーロー物やロボット物をこよなく愛するSFマニアの女性で、はやなと葵のクラスの担任。久遠と律の先輩でもある。世界征服部に対抗すべく正義の味方部を設立し、はやなを勧誘した張本人。優れた技術力を持ち、たった一人でアクティブドレスシリーズを製作している。2年前は保健教諭の教生の傍ら、久遠のAD-X-Trial-001の製作・データ採取も手懸けていた。髪は黒髪のショートカット。瞳の色は紫のかかった紺色。
非常にアクティブかつ気まぐれな性格をしており、その場その場のテンションと閃きで行動しているといっても過言ではなく、一度自分の世界に入ると人の話を聞かなくなり、また征服部に敗北した際は悔しがるなど負けず嫌いな一面もある。前述のように高い技術を持っている一方、極光を見ていなかった人物であるが故に極光の存在や応用に度々驚いたり戸惑うなど、極光に関する知識は滅法疎く、またお腹が空いたという理由で授業を終わらせたり、自分の職場であるはずの第四保健室「湊」を勝手に改造してほとんど正義の味方部の部室にするなど、教師らしからぬ不真面目で無責任な一面も多く、その性格や行動故に葵や稜からは半ばダメ教師と目されており（歌音からは「…ったく、どういう教師だ…」と呆れさせたほか、作者である藤枝にまで「あの人は阿呆だと思います」などと悪態をつかれている）、たびたび彼女たちから心無い言葉をぶつけられたり駄目出しを喰らうなどほぼぞんざいに扱われており、何かと注文の多い正義の味方部員達のために何度も徹夜でADの修理・調整をさせられている。またさつき達とは別経路で新入部員を確保している模様。彼女が羽織っている白衣はAD同様アルピストで作られている。また、味方部の機動力としてモーターバイク・マシンブライトロンを所有している。
正義のためにという信念に基づき、玩具を買う時は絶対に良い側の物しか買わないらしく、ガンプラに至ってはジ○ンの機体等は全くないが、Z○FTの機体は善悪が明確ではない物を店員に怒られない程度に購入留保している。
過去
保健教諭の教育実習中、怪我の治療のために立ち寄ってきた久遠と出会い、彼女が羽織るコート（AD-X-Trial-001）を作成した。その後、久遠と律にある少女（はやな）が着る服（AD-000）の製作を頼まれる（ただし、直接はやなに会う事がなかったため、サイズの事は考えていなかった）。
無印版では、高等部時代はロボット研究部（通称：ロボ研）に所属していて、後のADの素材となるアルピストを開発していた。
この頃は肩まである髪をピッグテールに結っており、若干幼げな顔立ちをしていた。
EPISODE：1
喫茶室Q.J.にて征服部に立向おうとするはやなを制止し、彼女たちを保健室に避難させた後、はやなを自分の部活・正義の味方部に勧誘した。それからは掛け持ち入部したさつきのために徹夜でAD-002を製作し、新たなAD-003の名称も考えた。また、はやなが極星衆との戦闘に赴く際、和麻との戦闘でAD-001を小破されたことを機に「今の極星たちは自身の想像以上の力量を持っている」と悟った上で「無理に活動はしなくていい」と気を配るが、「先生にもこの子にも心配をさせない」と論され激励とともに出撃させた。
EPISODE：2 - EPISODE：3
ミサキドーナツへ向かったはやなたちの後を追う形で来店、来る最中に征服部を目撃したためADを持参するという活躍を見せ、葵から「珍しくエライ!」と皮肉交じりに評価された。
自宅で休暇を楽しんでいたところを、自分の給仕をしていた輝紗に入部届を渡される。その晩、同時に3つのADを完成させる。
翌日、その内の一つであるAD-003を稜に渡すが、アンダーウェアしか着てもらえなかった上、彼女に無理難題とも取れる更なる注文を受けた。さらに星徒会から味方部の活動制限を言い渡され、怪獣の如く憤慨した。
EPISODE：4 - EPISODE：5
世界征服部に敗北後、活動制限を泣き喚きながら批判した後、腰を痛めた遊の看病のため第二保健室に呼び出されるが由里恵たちに看取られる遊を「そりゃぎっくり腰になるわよね〜」と茶化した。
後日、保健室に来た歌音の入部受付をしたところを彼女にAD-001を無断で持って行かれてしまう。ADを持って行かれたことに困ったはやなのために2年間保管していたAD-000をはやなの元に届け、歌音の確保をはやなに任せた後、彼女の新たな活躍を見届けた（この時、はやなの発生させた極光を初めて目視し驚愕した）。その後、葵と共に橙也との戦闘で負傷した歌音の許へ向かった。

京月葵（きょうづき あおい）
声優：折笠富美子
- 学年：高等部2-紅 / 所属：無所属→正義の味方部（はやなのお目付け役） / 誕生日：4月10日 / 年齢：16歳 / 星座：牡羊座 / 初登場：ACTIVITY-1

はやなと常に行動を共にする少女で、著名ファッションデザイナーである京月都の娘。はやなとは中等部時代から続く友人で良き理解者でもあり、事実上彼女のマネージャー的存在。また彼女が新体操から姿を消すきっかけとなった事件を知る数少ない人物の一人。髪は藍色のセミロングヘア。瞳は髪の色と同じ。身長は162 cm。
聡明かつ思慮深い性格のしっかり者で、なおかつ正義の味方部の中で一番の常識人でもあり、のんびり屋なはやなや他の者にツッコミを入れるなど気苦労が耐えない。また、頑固で融通が利かない一面もあり、特にはやなに対して過保護的に心配しており、彼女を慮るあまり感情的になることもたびたびあり、当初は極星を封印していたはやなが部活動に入部したことで、幾度となく無茶な行動を執ろうとする彼女を制止することが多かった（その大半が大怪我をさせたくないからだが、もっともはやなが極星であることを周囲に露見させたくないという思いもある。だが、彼女の熱意に負け見守るということも多い）。お調子者の霧瀬のことは少々軽い扱いをしており、時折厭味や冷淡な苦言を言い放ったり突き放した態度を取ることが多いが、一応信頼はしている。
ほとんどなし崩し的に正義の味方部の部員にされたが、入部すると多忙になってはやなの弁当を作る時間がなくなるため正式に入部はしていない上、「派手な服装は嫌い」ということでAD着用だけは断固として断っている（霧瀬は何度か勧誘しようとしたが「私が（味方部に入部して）はやなの弁当を作らなくなったら食費は先生に払ってもらう」と取り付けられたため結局諦めている）。後にはADを保管している部屋の電子鍵のパスワードを、霧瀬が打ち込んでいるのを見て覚えてしまい、霧瀬不在時は独断でADのカタパルト的な役割をすることもある（2話、6話など）。また、手先が器用らしく、15話ではサイズ合わせをするには難しいとされるAD-000のサイズをはやなが着られるように直して見せた。
はやなの親友として古くから共にあった縁で、翔子とも面識がある。だがお互いに何らかの確執を持っている様子で、再会した際も軽く疎んだり責めたりするなどの一面を見せている。また、翔子がはやなに抱きついた際、青筋を立てている。
過去
はやなと共にるりねに弁当を届けようとしていた際中、久遠と律の手合わせを喧嘩と勘違いして止めに入ったはやなを見兼ねて彼女の許に駆けつけ、当時中等部だったはやなに極星を継承しようとした久遠と律を叱責するが、はやなの極星を継ぎたいという熱意に負け、渋々ながらも極星を継ぐことを認めた。また、空腹のはやなを見兼ねて弁当を食べさせたことが、彼女との馴れ初めとなっている。
この頃は髪が前よりも長く、先輩に対しても苦言を言い放つなど少しドライな態度をとることが多かった。
EPISODE：1
喫茶室Q.J.にて征服部の活動に出くわし、霧瀬の仲立ちで保健室に避難し正義の味方部の部員になった（正式入部したわけではない）。霧瀬不在時にADを取り出すためのパスワードの入力を覚えた。
その後、はやなとともに弁当の買出しのために食堂街ムーンラインへ向かおうとしたところを極星衆の奇襲に遭う（その際、「さつきや霧瀬の救援を待つ」という予想を挙げた末、「正義に目覚めた和麻が助けに来る」という苦し紛れな予想を立ててはやなに「落ち着いてない」とツッコまれた）が、七月男と祐之介の介入やあきと冴の手引きにより脱出に成功する。
EPISODE：2 - EPISODE：3
はやなと共に母親・都の手伝いを終わらせた後、征服部に果たし状を申し込んださつきの援護をするため、彼女の元を駆けつけた。また、そこでかつてのはやなの同僚だった翔子に再会し、彼女が征服部に入った理由を「自分勝手だ」と憤り、「はやながどんな想いでアンタに会わないようにしてたか…」と詰め寄るが、彼女がはやなの極星である「銀星姫」の名を口にしたことに驚愕した。その後、はやながさつきと稜に自身が極星であることを打ち明けたことで心配する必要はないと悟り、彼女の極星復帰を笑顔で受け入れた。
EPISODE：4 - EPISODE：5
朝練を始めたはやなたちを見守ったほか（その際「銀星姫」を復活させたはやなのことを改めて極星と認識している）、久遠にAD-000を授けられたはやなの着用を手伝った（その前にAD-000のサイズが合わないことを霧瀬に指摘した後、「これくらいならサイズを直せる」と宣言し、その宣言通りにADのサイズ調整をやってみせた）。その後、霧瀬と共に橙也との戦闘で負傷した歌音の許へ向かった。

秋篠輝紗（あきしの きさ）
- 学年：高等部1-蒼 / 所属：正義の味方部（入部予定） / 誕生日：2月12日 / 年齢：15歳 / 星座：水瓶座 / 初登場：ACTIVITY-6 パート2

世界征服部の部長である夕霞の妹。カードに描かれた星の導きとある人物との決意により、自ら正義の味方部に入部。髪は黒髪のボブカットで若竹色のリボンをつけている。瞳は茶色。どこかミステリアスな雰囲気の漂ったおっとりとした性格の癒し系の不思議ちゃん。
日常では夕霞と暮らしており、家政婦が手伝いに来ている。また、霧瀬の助手や給仕を担うこともあり、彼女のことを「霧瀬姉様」と実の姉のように呼び慕っている（親戚なのかただ単に慕っているだけなのかどうかは現時点では不明）。お菓子作りが趣味で、霧瀬から「美味しすぎてお腹の近辺あたりが裕福になりすぎる」とお墨付きを貰えるほどの腕前。
EPISOD：2 - EPISODE：3
霧瀬の実家で給仕をやっていた矢先、彼女に味方部への入部届を提出する。その後、彼女と共に3つのADを製作し、完成させた後は、はやな達との活動を楽しみにしていた。

鏡水刃（かがみ みずは）
- 学年：高等部 / 所属：正義の味方部（入部予定） / 年齢：17歳 / 初登場：ACTIVITY-11 パート1（名前のみ）

輝紗の勧誘を受け、正義の味方部に入部した少女。現時点では名前のみで、姿は明かされていない。
不和久遠（ふわ くおん）
大学部2年。詳しくは大学部の項を参照。
九行律（くぎょう りつ）
大学部2年。詳しくは大学部の項を参照

### 世界征服部
秋篠夕霞（あきしの ゆうか）
声優：根谷美智子
- 学年：高等部2-黒 / 所属：世界征服部部長、星徒会副会長 / 誕生日：6月9日 / 年齢：15歳 / 星座：双子座 / 初登場：ACTIVITY-3

世界征服部の部長を勤める少女。星徒会の副会長で輝紗の姉でもある。髪は肩まである黒髪のロングヘアで、場合によっては後ろに束ねている。眼鏡をかけており（部活中だけ外している）、瞳の色は紺色（同人誌版では紅色）で切れ長。
「征服することが目的ではなく、征服する存在があることを知らしめることが目的」と公言しているが、真の目的は一切謎に包まれている。ただ一般星徒に危害を与えることや部員が自身に無断で活動を行う事を好まず（前者に関しては特に女性を傷付けることを一切禁止させている）、反すれば厳重に処罰（主にトイレ掃除）するが、多少の無断活動を黙認するなど部員には基本的に寛容。
活動任務に失敗した部員を憤慨せずに慰めと激励を送り、敵である正義の味方部すら気にかける温厚で思いやりに満ちた人格者で、部活中は毅然とした悪の首領の様相を保っているが、部活以外では性格が一変し、非常に物腰穏やかでむしろ遠慮の過ぎる謙虚な性格となる。また、九郎と二人だけの時は年下の少女に戻る瞬間がある他、女子には厳しい遊のことを常に気にしている。あきと冴とは中等部時代からの付き合い。綾取りが得意。
翔子の話によればはやなが新体操部から身を引く事件を知っていた模様。
EPISODE：1
失敗続きの九郎を気遣い、彼を内部補佐に回らせた後、遊に指揮官を任せたのと同時に極星衆の出撃許可を承諾した。
EPISODE：2 - EPISODE：3
入部したばかりの翔子がさつきとの果し合いに付き合うため、九郎とあき、冴に出撃命令を下す。その後、星徒会に出席し、星徒会が征服部の活動に干渉することを意見する遊をあきと翔子と共に窘め、世界征服部を圧倒し過ぎる正義の味方部に対して活動制限を掛ける提案を出した（しかし、その後れいに対し、自身の提案を彼女の後継者（さつき）に誤解されないかと心配していた）。
EPISODE：4 - EPISODE：5
天励庭にて、冴に部員の援護を要請する（また、この前に八草重隊のみまが自身には内緒で星徒会の話を盗み聞きしていた所を監視カメラの映像で目撃したが、敢えて黙認した）。青龍の征服後、礼服を纏い初勝利と初征服の祝いとして部員たちに感謝と激励の言葉を与えた。その後、美咲に初征服の祝福を受け、「波紋をおこす一石となりうるのか、打ち寄せ返す波に消されるばかりなのか」と征服部の今後の行く末を複雑な心情を込めながら案じた。
食堂街ムーンライトの征服活動では、冴の黒帝の発動許可を承諾した。

浅凪九郎（あさなぎ くろう）
声優：置鮎龍太郎
- 学年：高等部3-紫 / 所属：世界征服部副部長 / 極星：現・桃 / 極星名：桃幻 ＜とうげん＞/ 誕生日：4月18日 / 年齢：16歳→17歳 / 星座：牡羊座 / 初登場：ACTIVITY-1

世界征服部の副部長を勤める青年で、世界征服部の中では最年長。極星名は「桃幻」。浅凪七兄弟の末弟。髪は妙に長いもみあげと腰までの長さがある明るい黄土色のロングヘアで、後ろに束ねている。眼鏡をかけており、瞳の色は赤。
非常に温和な性格で、口調も紳士的で人望に溢れている。また、副部長ながら腰が低く、征服部の部員たちからもほぼ対等な立場で敬意ではなく親しみを持って強く慕われている他、冴から好意を向けられている（本人は一切気付いていない）模様。夕霞とは付き合いが長いらしく、その考えを知る数少ない人物。また、「銀星姫」の存在とその正体を知る一人でもある。
征服部の初期実動隊長だが、基本的に現場監督的な立ち場を受け持つことが多い一方、夕霞の「星徒を傷付けてはならない」という理念を強く受け継いでおり、活動時では事態の穏便かつ最小限を重視した指示をすることがある。夕霞や遊などから「（指揮には）向いていない」と評されるほど指揮能力に乏しく、本人もそのことを自覚している他、施設の制圧作業も不得意なようで、1話では店舗の書き換え作業でエラーを2度も出す場面があった。このように少々頼りない印象を持たれている（そのため、遊からは「腑抜けた男」と見下されることもある）反面、手品に長けているらしく、掌から極光で構成した紙吹雪や花吹雪などを散らし、それを撤退や目暗ましなどの手段に用いる他、催眠術も使える。極星だが、所属していた部は現在のところ不明。
藤枝曰く「性格は全然違うが、モデル率が1割程度ずつ含まれている」とのこと。
EPISODE：1
和麻を用心棒として引き込み喫茶室Q.J.の征服を試みるが、店舗の書き換えがうまくいかなかった上、はやなによって阻止される。その後も至る場所で征服活動を続けるが、悉く失敗し、夕霞の計らいにより内部補佐に回される。また、第二体育館の征服の際、対峙したさつきが極星であることを見抜き、極星衆の必要性を察しながら撤収した。
EPISODE：2 - EPISODE：3
橙也と共に遊に付き合わされ、ミサキドーナツを一時的に征服し補佐を任せられる。偶然そこにいたはやな達に不正（と思われていた）を咎められ、そのまま戦闘に入った橙也を見守る。遊が調理作業を終えたことを確認し撤収した。
入部したばかりの翔子がさつきとの果し合いに付き合うため、夕霞の命令により再び指揮を任され、あきと冴と共に武道館へ向かい彼女たちの戦闘を見物した。また、はやなが介入した際は極光を発生させたはやなを見て「「銀」の光（「銀星姫」の極光）を見る機会があるとは…ね」と思わせぶりな言葉を呟いており、それを傍で聞いていた冴に感付かれかけ「綺麗な銀色の光だ」とはぐらかしている。
EPISODE：4
星徒会から極星「桃幻」を復活させた後、遊と共に部員の援護するために駆けつけるが、電車に偶然乗車していたはやなとさつきに遭遇し、部員の援護を冴に任せ、自身たちは彼女たちの足止めに専念し敗北に追い込んだ。また、この時発生させた花吹雪で自分と同じ姿の分身を形成し、さつきに切り裂かせて彼女を動揺させ、遊から「案外趣味悪いな」と苦言を呈された。
青龍の征服後、その祝福として夕霞に一輪の花をプレゼントした。その後、彼女から冴を味方部の勝利祝いとして夕食に誘うよう懇願され、その言葉通りに冴を夕食に誘った。

#### 極星衆
八草重遊（やぐさえ ゆう）
声優：甲斐田ゆき
- 学年：高等部2-蒼 / 所属：世界征服部書記、星徒会会計 / 極星：現・紫 / 極星名：紫閃＜しせん＞ / 誕生日：7月6日 / 年齢：15歳 / 星座：蟹座 / 初登場：ACTIVITY-3

世界征服部の策士で、夕霞を心酔する（藤枝曰く「夕霞教」）華奢で中性的な風貌をした青年。極星名は「紫閃」。星徒会会計も勤める。髪は菫色がかった銀髪のロングヘアで、前髪は紫のメッシュをしている。瞳は黒みがかった紫で切れ長。一人称は普段は「僕」、部室内は「私」。二人称は主に「お前」「貴様」。
一見クールで言動も論理的だが、本質は過激で攻撃的な性格の激情家で、自分にも他人にも厳しいが故に周囲から誤解を招くことも多い。だが、稜と戦うあきを心配したり、八草重隊を気遣ったりなど仲間想いな一面も見せることもある（夕霞曰く「少し言葉が強いが、征服部を真剣に想ってくれている」）。征服部員の中でも幾度となく征服活動を阻止する正義の味方部に対して逆恨みに近い激しい敵愾心を燃やしており、猜疑心も強い。
ナイフ使いであると同時に刃物を扱うことに美学を見出している刃物マニアで、ナイフを飛刀のように投げつけたり、短剣のように斬撃を繰り出すが、夕霞からは女性を傷つけるようなことはしないよう釘を刺されている（それでも好戦的な性格が相俟って無防備のはやなにナイフを突きつけて脅したり、後述のように女性店員にナイフを投げつける描写がある）。極光発生時は投擲物に紫の光跡が走る。極星衆の中では事実上のリーダー格であり、指揮能力も高い反面、「手段を問わない」を信条としており、九郎や和麻のような「穏便且つ正々堂々と戦う」という考えを「一人一人敗北していくだけのダラダラとしたやり方」だと否定している（葵曰く「（考えが）本当に『敵』」）。そのため目的成就のためには手段を選ばず、その行き過ぎた合理的主義思想故に人望はお世辞にも良いとは言い難く、あきからはその卑怯な考えに加え、後述の傲慢さから嫌われており、冴からは気性の荒さから苦手意識を抱かれているほか、橙也、翔子をはじめとした他の極星衆や部員たちからも疎ましく思われているが、八草重隊の少女達には慕われている。
年上に対しても「お前」と呼んだり呼び捨てにしたりなど常に傲慢かつ人当たりの強い態度や言動をとる事が多く、特に女性に対しては高圧的になりやすいが、上記のように夕霞には崇拝の域に達しているほど従順で、彼女を敬愛していると同時に恐れている（ドラマCDでは担当声優の甲斐田のアドリブで「夕霞たま」と呼ぶこともあった）他、自身を慕う由里恵たちに対しては若干柔らかく接している。また、先輩であり副部長である九郎のことは極星としての実力を認めつつも常に下に見ており、彼の頼りなさをたびたび馬鹿にしていると同時に彼にフォローされることに凄まじい嫌悪感を抱いており、また前述のように星徒会会計でもあるが、「征服部の活動に干渉するのが気に入らない」と不満を述べるなど内心では星徒会の存在も嫌っている。
趣味は料理で、将来の夢は調理師になること。極星だが、所属していた部は現在のところ不明。ただし、前述の趣味からすれば料理部に所属していたような節が見られるが、れいの話によるとかつて料理部を壊滅寸前に追い込んだらしい。
九郎同様、モデルとなった人物が少し含まれている。
EPISODE：1
内部補佐に回った九郎の後任として夕霞に呼び出される。極星衆を率い食堂街ムーンラインへ買い出しに行こうとするはやなたちの前に立ち塞がりAD-001を征服部に渡すよう要求する（はやなが極星であること自体は気づいていなかった様子）が、変装した七月男と祐之介やあきと冴の仲立ちによってはやな達の逃走を許してしまう。その後、的確な指揮ではやなを圧倒し、介入した久遠をも攻撃しようとするが、あきの判断により撤収させられた。
EPISODE：2 - EPISODE：3
第四体育館の征服活動をはやな達に阻止され（詳しい戦闘描写は描かれていない）、夕霞に息抜きをするよう勧められ、ミサキドーナツを一時的に征服し足止め係を橙也に任せ、ドーナツを調理した（本人曰く「活動と息抜きを兼ねた征服活動」）。
さつきの果し合いの申し出に対し「調子がいいから余裕を見せているつもり」だと憤慨し、夕霞に出撃を申し込むが、上記の件（女性店員にナイフを突き立てた行為）の罰として彼女に全校のトイレ掃除に回されてしまう。掃除を済ませた後は稜と交戦するあきを観戦、「戦いは嫌いなくせに敵と楽しく勝負しているとは」と悪態をつけながらも密かに応援した（しかし当のあきからは「嫌な声援を感じた」と露骨な不快感を示された）。
その後、星徒会に出席するが、星徒会が征服部の活動に干渉することに不満を感じ、そのことに意見するが、夕霞に窘められた。会議終了後に全校のトイレ掃除が下で腰痛を患ってしまい、次回の活動指揮を由里恵たちに任せた。
EPISODE：4
征服現場の青龍で活動指揮を行う由里恵たちを心配し、腰痛を押して九郎と共に部員の援護するために駆けつけるが、電車に偶然乗車していたはやなとさつきに遭遇（この時はやなに「やえぐささん」と呼び間違えられた）し、部員の援護を冴に任せ、自身たちは彼女たちの足止めに専念し敗北に追い込んだ。その結果腰痛を悪化させてしまうが、その痛みを抑えてまで役目を果たした。また、はやなたちを足止めする際、彼女たちとの戦闘で周囲に被害が及ぶことを危惧しつつ厳罰覚悟で戦おうとしたところを九郎の機転により戦闘を回避し、結果的に自らが見下していた彼に救われることになったが、彼に対し「礼は言わんが、（一般星徒を巻き込まずに済んだから）借りは覚えておく」と皮肉を言いつつもある程度実力を認め感謝した。
青龍の征服後、部下の由里恵たちに看取られ、彼女たちに夕霞に無断で盗聴しないよう叱咤したが、「手段を問わないのは僕の部下らしい」と評価している。その後、休養のため食堂街ムーンラインの征服活動に参加しなかった。

御堂あき（みどう あき）
声優：半場友恵
- 学年：高等部2-翠 / 所属：世界征服部会計、ロボット研究部（掛け持ち）、星徒会会計補佐 / 極星：現・白 / 極星名：白煌＜びゃっこう＞ / 誕生日：9月23日 / 年齢：15歳 / 星座：天秤座 / 初登場：ACTIVITY-3（名前だけなら、ACTIVITY-1初登場）

世界征服部のエンジニアで、サポートシステムシリーズを制作している少女。極星名は「白煌」で、部活動では自身もVSS「聖」を着用して活動する。冴とは親友同士で、共に行動している。星徒会会計補佐も勤める。髪は栗色のボブカット。瞳は黄色。極星衆の中では一番背が低く、一人称が「ボク」のボクっ娘で、二人称は主に「君」（久遠に対しては「あなた」を使っている）。
ロボ研に掛け持ちで在籍しており、SSシリーズの開発や待機は科学部部室で行われている。非常に明朗快活で、自分の意見をはっきり言う行動力のある性格だが、身体能力は高いとは言えず、機械に頼るという自分のスタイルに若干負目があり、その点に関してはやや自信がない様子（本人曰く「"創る"コトがボクの極星としての力」）で趣味のテニスもSSのような運動補助機能をもったテニス道具を使用している。基本的に厭戦的だが、活動中は卑怯な戦法を嫌い、正々堂々とした戦法を好み、戦闘スタイルは烈風による高速戦闘といった自身の身体能力の低さのフォローかつSSの性能を存分に生かした戦法を得意としており、自分とは正反対の考えを持つ遊を嫌っている。極光発生時は火花が弾ける。また、はやなとの戦闘で彼女の実力がADの性能ではなく彼女の身体能力による物である事にいち早く気付いたり、久遠に対して直ちに撤収をかけるなど、洞察力や判断力に優れている。
冴が九郎に好意を持っていることを知っており、陰ながら（?）それを応援したり後押しするなど世話好きな一面も見せる他、過激になりやすい遊と橙也の宥め役になることもある。自分より1つ先輩の九郎に対しては、対等な言動を使っていたりと同輩に近い関係を築いている。また、
過去
極星の継承を賭けてテニス部の紫子に勝負を挑み、これに勝利し極星「白」を受け継いだ。だが、勝負の際は前述のように運動補助機能付きのテニス道具を使用していた為、勝利した後はその事に後ろめたさを抱いてしまうが、彼女に慰められ寧ろ極星と共に名乗るよう激励を受けた。
EPISODE：1
霧瀬のADと対となるVSSを2つ作り上げ、冴と橙也と共に遊の作戦に参加する（出撃前に遊と行動することを渋っていた）。食堂街ムーンラインへ買い出しに行こうとしていたはやな達を包囲するが、「正々堂々とした方が気持ちがいい」として彼女たちを逃がした。
その後、遊の指示を「一人を相手に大勢で攻めるなんて卑怯だ」と批判しながらもはやなを冴と橙也との連携で追い詰めるが、途中で介入してきた赤いコートの女性を久遠だと気づき、独断で冴と共に撤収し（この後その行動を遊や橙也に詰め寄られたが、力量を測っての判断であったと評価された）、遊を「心底嫌い」と明言した上で「次の作戦には二度と来ない」と言い切った。その後、はやなの実力と久遠との関係が気になり独自調査に取り掛かった。
EPISODE：2 - EPISODE：3
橙也の依頼により開発を断念していたPSS「鉄」の再製作と彼への貸与後、入部したばかりの翔子がさつきとの果し合いに付き合うため、夕霞の命令により開発したVSS「桜」の性能データ採取も兼ねて九郎と冴と共に武道館へ向かう。その際、味方部体験入部生の稜に手合わせに応じ（最初は極光が出せないという自信の無さから断ろうとしたが、紫子の言葉を思い出す形で発生させた）、自分の帽子を奪うルールを入れた競争を挑むが、ゴール付近で無意識に極光を発生させた稜に追いつかれ帽子を奪われる。稜に敗北したものの、悔いのない戦いをした事に満足した。
その後、星徒会に出席し、星徒会が征服部の活動に干渉する事に不満を抱く遊を翔子と夕霞と共に窘めた。
EPISODE：4 - EPISODE：5
正義の味方部に勝利した冴を祝福し、九郎から食事の誘いを受けた彼女を後押しした。食堂街ムーンラインの征服活動に参加するが、翔子の要望により冴と共に待機することになる。また、橙也にPSS「鉄改」を貸し与え、「（鉄改の）データ採取が終わるまで壊さないように」と激励した。翔子と橙也がはやなに倒された後、冴と共に旗の防衛に専念するが、黒帝の攻撃を利用したはやなの攻撃により旗を落とされてしまう。

鴇神冴（ときがみ さえ）
声優：雪野五月
- 学年：高等部2-黄 / 所属：世界征服部書記、星徒会書記 / 極星：現・黒 / 極星名：黒帝＜こくてい＞ / 誕生日：12月28日 / 年齢：15歳 / 星座：山羊座 / 初登場：ACTIVITY-3

親友のあきと行動を共にするドイツ人と日本人の祖母を持つクォーターの少女。極星名は「黒帝」で、部活動ではVSS「静」を着用して活動する。星徒会書記も勤める。髪は銀髪のショートカット。瞳は紫がかった青で、やや垂れ目。
泣き虫で気弱な性格をしており、作中でも涙を浮かべたり落ち込む描写が度々見られる。また、遊の逆鱗にビビるなど臆病な面もある。非常に無口、というよりシャイで、ほとんど語尾しか聞き取れないほど声が小さいが、あきと会話する時や戦闘時はやや聞き取れるようになる。入学式の際、秋と逸れたところを案内されたことから九郎に恋心を抱いているが、今の所日常会話で満足している様子。会話する時や恋心を指摘された時は顔を真っ赤にする。
極星衆の中ではあまり攻撃的ではなく、戦闘スタイルも正面から挑むあきや翔子と異なり、仲間の補助や相手の虚をついた奇襲攻撃を得意とする（本人曰く「あきちゃんのように真っ直ぐに戦えない」）。しかし翔子ほどではないが戦闘力は高く、作中では（4人がかりではあるが）はやなを追い詰め、稜を翻弄し返り討ちにしている。技名には武器関連の名前が使われているものが多く、技の豊富さも正義の味方部や世界征服部の部員の中でもトップクラスであり、またはやな同様極光の応用にも長けている。
前述の生い立ちから魔法ともいうべき不思議な力を持っており、特によく使う「門（ゲイト）」は、自分を含め複数人数を任意の場所に転送することが出来る。極星だが、所属していた部は現在のところ不明。
EPISODE：1
あきと橙也と共に遊の作戦に参加する（出撃前に九郎と行動が出来なくて落ち込んでいた）。食堂街ムーンラインへ買い出しに行こうとしていたはやな達を包囲するが、「正々堂々とした方が気持ちがいい」として彼女たちを逃がした。
その後、遊の指示の下はやなをあきと橙也との連携で追い詰めるが、途中で介入してきた女性が久遠だと気づいたあきの判断により、独断で遊達の撤収作業を行った。
EPISODE：2 - EPISODE：3
入部したばかりの翔子がさつきとの果し合いに付き合うため、夕霞の命令により九郎とあきと共に武道館へ向かい、彼女たちの戦闘を見物した。自分だけ何もしなかった事に落ち込んでいたが、夕霞に「活動に出ただけでそれで十分」として慰められた。
その後、星徒会に出席し、星徒会が征服部の活動に干渉することに不満を抱き釈然としない態度を取る遊を心配した。
EPISODE：4 - EPISODE：5
夕霞の依頼により青龍にて稜の前に現れ、彼女に倒されそうになった祐之介を守った後、回避技や捕縛技を駆使して稜の動きを封じ味方部を敗北に追い込んだ。その後、九郎に食事に誘われ、あきの後押しもあり最初は戸惑いながらも嬉しげにその誘いを受けた。
食堂街ムーンラインの征服活動に参加するが、翔子の要望によりあきと共に待機することになる（ただし必要な時には駆けつけると気を遣っている）。そして、翔子の依頼を受け、彼女を屋根の上まで送った後、反撃に入ったはやなを迎撃するため、極光を最大限に活用して彼女の前に立ち塞がるが、黒帝の攻撃を利用され旗を落とされてしまう（その際、はやなの攻撃に持ち堪え、あきに旗を持って逃げるよう促していた）。

司木橙也（しき とうや）
声優：間島淳司
- 学年：高等部1-白 / 所属：空手部、世界征服部（掛け持ち） / 極星：現・朱 / 極星名：朱砂＜すさ＞ / 誕生日：8月13日 / 年齢：14歳 / 星座：獅子座 / 初登場：ACTIVITY-3

革ジャンにジーパンを着込むヤンキー風の青年で、極星衆の中では最年少。極星名は「朱砂」。褐色の肌でがたいが良く、髪は黄土色がかったライトグレーのオールバック。瞳は褐色。
粗野かつ好戦的で気性の荒い性格の武闘派だが、はやなたちにナイフを突き立てて脅迫しようとする遊を窘めたり、初対面の歌音に極星に関する知識を教えるなど事を荒立てない慎重さと気さくな面も併せ持っている。1年生にもかかわらず先輩に対しても「お前」「あんた」などとため口をきいたり呼び捨てにしたりなど乱暴な言葉遣いが目立つが、自分が認めた強者や恩義をくれた相手には敬意を表すなど情に篤い一面も見せる。
遊から「体育会系莫迦」と皮肉られるほどの戦闘狂で、本人も「闘って面白けりゃあ何でもいい」と称しており、相手との直接対決を好む武人肌であるが故に、あきほどではないが遊とは反りが合わない。戦闘能力自体も高く、その恵まれた体格とパワーを生かした徒手空拳による格闘技を得意とするパワーファイターで、極星「朱鋼」の辰に勝利し、3人がかりであるもののはやなを追い詰め、無抵抗だったとはいえ極星「紅刃」の和麻を甚振り倒し、歌音の攻撃を物ともせず軽くあしらう実力を見せた。また、久遠からは「頑丈」と称されるタフガイでもあり、一切の武装なしではやなの必殺技にも辛うじてながら耐えている。当初はSSを「弱気な物」だと吐き捨てるなどSSの重要性を軽視していたが、久遠との出会いと敗北を機にその考えを改めた。幼少の頃は貧弱だったらしく、格闘漫画をきっかけに空手を始め、現在に至った模様。
九郎と遊同様、モデルとなった人物が少し含まれている。
EPISODE：1
「味方部との戦闘ができると聞いたから」という実に短絡的な理由であきと冴と共に遊の作戦に参加する。食堂街ムーンラインへ買い出しに行こうとしていたはやな達を包囲するが、作戦の真の狙いがAD強奪だと知ると「戦う相手がいなくなる」と憤り、遊と諍いを起こした。
その後、遊の指示の下はやなをあきと冴との連携で追い詰め、途中で介入してきた久遠に意気込もうとするが、あきの判断によって撤収させられ、その事に文句を言うがあきに「常識外れの相手に撤収より有効な戦略はない」と論され不満な表情を浮かべつつも理解した。
EPISODE：2 - EPISODE：3
第四体育館の征服活動に参加するがはやな達に敗北する（詳しい戦闘描写は描かれていない）。その後、九郎と共に遊に付き合わされ、ミサキドーナツを一時的に征服し足止め係を任せられる。偶然そこにいたはやな達に不正（と思われていた）を咎められ、そのまま戦闘になり、はやなに対し「勝てば（キャンペーンのアイテムが）見返りにもらえるかもな」と挑発するが、その行動が彼女の怒りを買い一撃で倒されるが難なく持ち堪え（本人曰く「革ジャンを着てるのはダテじゃねぇ」とのこと）、遊が作業を終えたことを確認し撤収した。
その後、久遠と戦いたいという強い思いから、あきからPSS「鉄」の借用を依頼した。その後、久遠の本気を出させるためとして無抵抗の和麻を完膚なきまで痛めつけ、久遠を剣道場に誘い出すが、極光を発生させた彼女により敗れた（久遠曰く「並の人間なら全治1ヶ月は入院している」）。そして久遠にいつか越えるよう努力することを誓った。
EPISODE：4 - EPISODE：5
PSS「鉄改」を身に纏い、食堂街ムーンラインの征服活動に参加し翔子と共に先鋒を請け負い、先に出撃していた歌音の迎撃のため、彼女の前に立ち塞がる。歌音に極星を賭けて勝負を挑まれ、彼女の勝気ぶりに呆れながらもそれを引き受ける。
最初は実力の差を見せつけ、歌音の捨て身の攻撃も物ともせずそのまま反撃に移り戦闘不能にまで追い詰めるなど、終始彼女を圧倒した。その後、歌音の許に駆けつけたはやなとそのまま戦闘を開始する（その前にはやなから歌音への仕打ちに対し「やり過ぎでは?」と非難され、そのことに謝罪するが、歌音に対して誠意を持って戦ったとして称えられた）が、新たなADを着用した彼女の前には為す術もなく一撃で倒される。

天羽翔子（あもう しょうこ）
声優：松岡由貴
- 学年：高等部2-白 / 所属：世界征服部、新体操部（掛け持ち）、星徒会・星大祭実行委員長 / 極星：現・桜 / 極星名：桜流＜おうる＞ / 誕生日：10月29日 / 年齢：15歳 / 星座：蠍座 / 初登場：ACTIVITY-5 パート1

ひろりから極星を継いだ関西弁（やや神戸より）少女。極星名は「桜流」で、世界征服部ではVSS『桜』を着用して活動する。星徒会の役員も勤めており、11話中編で星大祭の実行委員長を任されている。髪は水色のロングヘアで、ピンクのリボンを結んでいる。瞳は深緑。
同じ学年であるはやなとは幼馴染で、新体操部のかつての同輩にして良きライバルでもあるが、ある事件を機に半ば不戦勝的な形で極性を継いだことが心残りだったらしく（ただし、彼女の優しさは理解しているようで、怨んではいない様子）、征服部に入部したのも前述の件で顔を見せなくなったはやなに会うためだった。一方で葵とは犬猿の仲で、10話前編で彼女と再会した際も「まだはーちゃんとひっついとったんか」や「うるさい奴」と悪態をつけ目の敵にしている。ひろりからは「翔の字」と呼ばれている。
基本的に陽気かつ快活な性格の持ち主で、誰にでも明るく人当たりが良いが、いたずら好きでいい加減な所もあり、ひろりからはよく叩かれている。また、可愛い女の子をくすぐるのが趣味であり、さつきは一度被害にあっている。このように良くも悪くもとらえどころの無いマイペースな性格をしている反面、真意をついた発言や分別をわきまえた行動ができる頭の切れる面や相手の心境を理解する思慮深さを併せ持っている。
当時は「花（フルール）」と称される実力者だが、その一方でリボンやフープを用いた競技ではやなには一歩及ばず、その点については多少のコンプレックスを抱いている。戦闘能力も征服部の中でも1・2を争い、さつきやはやなとほぼ同等の力を見せつけ、（夢の中ではあるものの）はやなに大ダメージを与え、撃破寸前にまで追い詰めた。また、はやなや冴同様極光の応用にも長けている。流派は百華千万【ひゃっかせんばん】と強化型の千花万億【せんかばんおく】。技名には桜の品種名が使われているものが多い。極光発生時は周囲に桜の花弁が舞う。また、「銀星姫」の存在とその正体を知る人物でもある。

EPISODE：2 - EPISODE：3
3人目の部員を探していたさつきと久遠と出会い、彼女たちの勧誘を受けるが、一歩前に世界征服部に掛け持ち入部していたため断る（その前に考え無しに入部しようとしてひろりに叩かれた。本人曰く「健気な部員さん（さつき）が可愛かったから」）。その後、果し合いを申し込んださつきに付き合うため、武道館にて彼女と交戦する。そして途中から介入したはやなと再会し、互角の戦闘を繰り広げたほか、御衣黄を用いてプラズマリボンのリボン部分に当て、形を崩すことでスターダストインパルスを不発させるというを大技をやって見せた。そしてはやなに自分が征服部に入った理由を明かした後、「極星としてのはーちゃん、「銀星姫」にも会いたいんや」という意味深長な口伝を残して撤収した。
後日、星徒会に出席し、星徒会が征服部の活動に干渉することを意見する遊をあきと夕霞と共に窘めた。
EPISODE：4 - EPISODE：5
はやなの銀星姫復活の祝いも兼ねて食堂街ムーンラインの征服活動に参加し、橙也と共に先鋒を請け負う。また、橙也が先輩である自分ではなくあきにだけ敬語を使うことに不満を零していた。そして、はやなが接近していることに気づき、冴の力を借りて彼女の前に立ちはだかる。しかし彼女が使用したスピニングフープによって縛られ、身動きが取れなくなったところを彼女に勝負を後回しにされる形で逃げられてしまう。

#### 戦闘員

##### 浅凪隊
松田七月男（まつだ なつお）
声優：山口隆行
- 学年：高等部2-翠 / 所属：世界征服部・浅凪隊見習戦闘員→特戦補佐 / 誕生日：7月24日 / 年齢：15歳 / 星座：獅子座 / 初登場：ACTIVITY-2

世界征服部の戦闘員であり、九郎直属の部下で特戦補佐を担当している青年。髪は褐色のショートカット。眼鏡をかけており、瞳の色は髪の色と同じ。
熱血的な性格で、実力は低いため基本的にやられ役に甘んじているが、本人ははやなに倒されることが何よりの幸せなようで気にしていない上、打たれ強さは常人よりも高い。また、はやなファンクラブのゴールドメンバーでもあり、はやなのピンチには征服部員の立場を超えて彼女の配慮を最優先しようとする嫌いがあり、その熱の入り様は祐之介や真由美から呆れられるほど。また、8話後編では葵の「胸がはだける」という言葉に大量の鼻血を噴出し出血多量に陥ったり、15話前編ではAD-001を着用した歌音に対してADを引き剥がすと宣言するなど、ややスケベな一面も見せる。このようなマヌケな行動と実力の低さからチームメイトかつクラスメイトである祐之介とともに部員たちから頼りにされているとは言い難く、遊や八草重隊の連中、部下である真由美からは「阿呆部員」「雑魚」「おバカの片割れ」「ど～せ無駄だと思う」とバカにされている。
モデルは作者の友人（藤枝曰く「モデル率が6割位含まれている」）で、名前の由来はそのモデルとなった人物の名前をそのままもらって付けた。
EPISODE：1
九郎を筆頭に至る場所で征服活動を続けるが、悉く失敗する。第二体育館の征服活動では新入部員のさつきを倒して出世しようとするが、彼女が極星であることに気づかなかったためあっさり倒されてしまった（本人はさつきをどことなく弱そうな容姿でADに慣れていないと誤認していた）。
指揮権が遊に回った後は彼らに包囲されたはやな達を救うため（最初は「俺たちが（征服部の）邪魔をするわけには」と躊躇っていたが、祐之介に諌められたことではやなを救援することを決意している）、「はーちゃんマスク1号」として立ち向かうが、極星である遊と橙也には敵わず半殺しにされたものの、はやな達を逃がすという役目は果たした。
EPISODE：3 - EPISODE：4
八草重隊の存在を知り、九郎に依頼して浅凪隊を設立、その部隊の隊長格となる。八草重隊との食堂青龍の合同征服活動中、駆けつけた稜に出くわし、戦闘となる。一度は稜の攻撃を持ち堪えるが彼女の追撃を受け倒れてしまうが、結果的に彼のこの行動が後に征服部の勝利に貢献することとなった。
その後、歌音がAD-001を着ていることに憤慨し征服活動に参加。征服現場の食堂街ムーンラインにて歌音を偽者呼ばわりし、彼女に対しAD-001をはやなに返すよう要求するが、軽率な言動を執ったことで彼女の逆鱗に触れ、あっさり倒されてしまった。

新井祐之介（あらい ゆうのすけ）
声優：川田紳司
- 学年：高等部2-翠 / 所属：世界征服部・浅凪隊見習戦闘員→特戦筆頭 / 誕生日：10月20日 / 年齢：15歳 / 星座：天秤座 / 初登場：ACTIVITY-2

世界征服部の戦闘員であり、九郎直属の部下で特戦筆頭を担当している青年。髪は黄土色のショートカット。瞳の色は黒みがかった茶色。
霧瀬ファンクラブのメンバーだが、あきにも気があるらしい（七月男曰く「浮気性」）。同級生の七月男とは仲がよく、七月男と同じく熱血的な性格のやられ役だが、彼の付き合いではやなの救援に駆けつけることもあり、3話では立場を理由にはやなの救援を躊躇う七月男に対して「部活とはーちゃん、どっちが大事だ!?」と叱咤したこともある（逆に無印5話では七月男から「先生とあきちゃん、どっちが大事だ?」と聞かれたことも）。一方で七月男の強すぎるはやな愛には若干引いている模様。
モデル・名前の由来は七月男同様、作者の友人からで、本作以外にも作者の別作品において彼と七月男に酷似したモブキャラクターがたびたび登場している。
EPISODE：1
九郎を筆頭に至る場所で征服活動を続けるが、ことごとく失敗する。第二体育館の征服活動では新入部員のさつきを倒して出世しようとするが、彼女が極星であることに気づかなかった為あっさり倒されてしまった。
指揮権が遊に回った後は彼らに包囲されたはやな達を救うため、「はーちゃんマスク2号」として立向うが、極星である遊と橙也には敵わず半殺しにされたものの、はやな達を逃がすという役目は果たした。
EPISODE：3 - EPISODE：4
八草重隊の存在を知り九郎に依頼して浅凪隊を設立、その部隊の隊長格となる。八草重隊との食堂青龍の合同征服活動中、駆けつけた稜に出くわし、戦闘となる。七月男が倒された後は「彼の3倍の根性を出す」と意気込んだ後、稜に攻撃されそうになるが、到着した冴により事無きを得た。
その後、歌音がAD-001を着ていることに憤慨する七月男に付き合わされる形で征服活動に参加。征服現場の食堂街ムーンラインにて歌音に対しAD-001をはやなに返すよう要求するが、軽率な言動を執ったことで彼女の逆鱗に触れ、あっさり倒されてしまった。

野島真由美（のじま まゆみ）
- 学年：高等部1-白 / 所属：世界征服部・浅凪隊戦闘書記 / 年齢：15歳 / 初登場：ACTIVITY-11 パート3

世界征服部の部員で、九郎直属の部下で戦闘書記を担当している中性的な風貌の青年。髪はショートボブヘア。
直接戦闘は行わず征服部の他の部員に随行して活動状況を記録している。モブ的な立場が多く、征服部の中でも一際影の薄い存在。クラスメートの橙也とは幼馴染みで親友。
基本的に気弱で温厚な性格だが、癖の強い浅凪隊のメンバーの中では常識的な考えの持ち主であり、防衛線に意気込む七月男たちに対して皮肉を呈したり敵である稜の高速戦闘を見て感動し彼女を応援しようとするなど、内心では彼らを見下している豪胆な一面もあり、その都度祐之介たちに叱られることも多々ある。

##### 八草重隊
重政由里恵（しげまさ ゆりえ）
- 学年：高等部1-桃 / 所属：世界征服部・八草重隊諜報 / 年齢：15歳 / 初登場：ACTIVITY-3（正しくは、ACTIVITY-1.25。本名はACTIVITY-11 パート2で判明）

世界征服部の諜報員で、遊直属の部下の少女。八草重隊のリーダー格。髪は肩まである黒髪のストレート。
冷静沈着な性格だが、同輩であるみまと千尋にペースを乱されることが多い。みまと千尋と共に遊を心酔しており、彼に対する忠誠心は高い一方、夕霞に無断で星徒会の会議内容をみまに盗聴させて遊や浅凪隊にリークしたり、浅凪隊を時間稼ぎとしての捨て駒にするなど狡猾で強かな面を併せ持ち（後者に関しては千尋からは「遊様のためなら鬼ですわね」と評された）、また浅凪隊のことを雑魚呼ばわりするなど、彼らを見下しているほか、彼らの妙なノリに心底呆れている様子（本人曰く「征服部には遊様以外マトモな男がいない」）。
前述のように登場したのは3話からだが、1巻の口絵において学院の通路をみま・千尋と共に渡る姿が描かれている。
苗字の由来は、みまと千尋とともに遊の姓を引っ掛けている（八丈、草香、重政）。
EPISODE：1
屋上にてはやな達の動きを探り、彼女たちが昇降口に向かったことを遊に報告した。
EPISODE：3 - EPISODE：4
腰痛を患った遊に代わり、浅凪隊との食堂青龍の合同征服活動の指揮を担う（もっとも彼らが弱小な上、はやな達に敗北することが本望だったため当てにしておらず、実際稜との戦闘で敗色が濃くなった際はあっさりと見限っている）。稜が来たことにより戦局が危うくなったところを冴が到着したため、彼女達の戦闘をモニター越しで見守るが、途中で休養していたはずの遊が征服現場に向かうところを目撃し、心配して彼の下に駆けつけた。
その後、遊の看病をするが、夕霞に無断で盗聴しないよう叱咤された。

八丈みま（はちじょう みま）
- 学年：高等部1-桃 / 所属：世界征服部・八草重隊諜報 / 年齢：15歳 / 初登場：ACTIVITY-11 パート2（正しくは、ACTIVITY-1.25）

世界征服部の諜報員で、遊直属の部下の少女。髪は金髪の三つ編みのツインテール。
物事を深く考えず自分が感じたことに只管素直なやや天真爛漫な性格で、由里恵にとっては頭痛の種となっている。
EPISODE：3 - EPISODE：4
由里恵の指示により夕霞に無断で活動制限の内容を盗聴した（この案は自身が出したもの）後、腰痛を患った遊に代わり、浅凪隊との食堂青龍の合同征服活動に同行した。稜が来たことにより戦局が危うくなったところを冴が到着したため、彼女達の戦闘をモニター越しで見守るが、途中で休養していたはずの遊が征服現場に向かうところを目撃し、心配して彼の下に駆けつけた。
その後、遊の看病をするが、夕霞に無断で盗聴しないよう叱咤された。

草香千尋（くさか ちひろ）
- 学年：高等部1-桃 / 所属：世界征服部・八草重隊諜報 / 年齢：15歳 / 初登場：ACTIVITY-11 パート2（正しくは、ACTIVITY-1.25）

世界征服部の諜報員で、遊直属の部下の少女。髪は軽くウェーブのかかった緑色のショートボブ。
おっとりとした穏やかな性格だが、由里恵とみまを庇うなど友達想いで芯の強い一面もある。語尾を伸ばす癖がある。また、身体能力は低いようで、12話で由里恵たちと遊の下へ駆けつけた中で彼女のみバテていた。
EPISODE：3 - EPISODE：4
腰痛を患った遊に代わり、浅凪隊との食堂青龍の合同征服活動に同行した。稜が来たことにより戦局が危うくなったところを冴が到着したため、彼女達の戦闘をモニター越しで見守るが、途中で休養していたはずの遊が征服現場に向かうところを目撃し、心配して彼の下に駆けつけた。
その後、遊の看病をするが、夕霞に無断で盗聴しないよう叱咤された。

### 星徒

#### 高等部
武居和麻（たけい かずま）
声優：草尾毅
- 学年：高等部2-藤 / 所属：剣道部 / 極星：現・紅 / 極星名：紅刃＜こうじん＞ / 誕生日：4月13日 / 年齢：15歳→16歳 / 星座：魚座 / 初登場：ACTIVITY-1

剣道部の極星で、「ティンクルセイバー」となったはやなと最初に戦った青年。極星名は「紅刃」。髪は紅色のショートカット。瞳は髪の色と同じ。
武士道を重んじる、かなりストイックかつ礼儀正しい性格で、自身が侍たらんとして行動する。一時は九郎の勧誘で世界征服部に協力したが、あくまで用心棒として雇われたため所属しているわけではない（ただし、5話前編にて彼も征服部所属とする描写がある）。
「紅蓮姫」久遠が所属していた剣道部の後輩で、彼女から「紅」の極星の継いでおり、彼女のことを「師匠」と呼び慕っている。また、「銀星姫」の存在とその正体を知る数少ない一人でもある。
EPISODE：1
喫茶室Q.J.にて九郎の用心棒として雇われ、同じ極星の辰を一撃で下すが、征服部に抵抗しようとするはやなの意志に感銘し、ティンクルセイバーとなった彼女と戦うが一撃で倒される（九郎の店舗書き換え作業の護衛をしている際、その作業に対して「征服というより犯罪では?」と指摘していた）。その後、はやなを最強の極星「銀星姫」だと疑い、自身を研ぎ直すためしばらく姿を眩ます。2度目の勝負ではやなの攻撃を見切った後、必殺技を用いてADを切り裂く実力を見せるが、彼の必殺技に応えてはやなが使用した必殺技を受け敗北。そして、彼女が自身と同じ久遠の弟子にして姉弟子の「銀星姫」であることを認識し、勝利を称えながら倒れた後、九郎によって身柄を回収された。
EPISODE：3
久遠を誘き出すための餌として橙也の奇襲を受け、無抵抗のまま敗北。満身創痍になりながらも武道館に辿り着き、久遠によって救われる。その後、橙也を倒した久遠を見物し、自分の無力さを痛感し、後ろめたさを抱いてしまうが、彼女の激励を受け感泣しながらそれに応えた。

鉤屋辰（かぎや しん）
- 学年：高等部3-黄 / 所属：空手部 / 極星：2代目・朱 / 極星名：朱鋼＜しゅこう＞ / 年齢：17歳 / 初登場：ACTIVITY-1

空手部の極星で、世界征服部の最初の犠牲者。同じ極星の和麻に倒されて以降は音沙汰はなく、後に橙也との極星を賭けた対決に敗れ、極星を橙也に明け渡すこととなった（詳しい描写は不明）が、同時に橙也に投げ技の必要性も説いている。当時の極星名は「朱鋼」。
「NOVA」にて新規に登場した人物である。
佐倉偲（さくら しのぶ）
- 学年：高等部1-蒼 / 所属：なぎなた部 / 年齢：15歳 / 初登場：ACTIVITY-2

さつきの同級生の少女。なぎなたを始めたばかりで、さつきを尊敬していると同時に彼女の身を気遣う良き理解者でもある。
竜胆うるむ（りんどう うるむ）
- 学年：高等部3-青 / 所属：弓道部 / 極星：現・緋 / 極星名：緋羽＜ひば＞ / 年齢：17歳 / 初登場：ACTIVITY-5 パート1

弓道部の現極星を勤める小柄な少女。極星名は「緋羽」。久遠が高等部に在籍する頃に若くして星を継ぎ、今でもその座を守っている。小柄ながら大会などでは常に首位を譲らず、先代の中においても実力派と名高い極星の一人でもある。誰に対しても体育会系の喋り方をすることと小柄で幼げな外見が相まって、常に下級生に間違われるのが悩み。
現在目下後継者を捜しているため、正義の味方部の勧誘を断った。
「NOVA」にて新規に登場した人物である。
芳奈ひろり（よしな ひろり）
- 学年：高等部3-桃 / 所属：新体操部部長 / 極星：先代・桜 / 極星名：桜凛＜おうりん＞ / 年齢：17歳 / 初登場：ACTIVITY-5 パート1

新体操部の先代極星を勤めた少女で、当時の極星名は「桜凛」。葛飾柴又育ちの生粋の江戸っ子で、少し大仰な言動が多いが、そのきっぷの良さから多くの下級生達に慕われている。久遠が高等部に在籍する頃から姉貴分と慕っており、信念のはっきりした彼女を今でも好ましく思っている。現在は極星を翔子に譲っているが、彼女の自由奔放振りに苦悩が耐えない日々を送っている様子。
また、はやなが新体操から身を引いた事件を知る人物の一人でもあり、久遠と再会した際も「あの子（はやな）は…残念なコトになっちまいましたが…」と落ち込んでいた。
「NOVA」にて新規に登場した人物である。
新道遙々（しんどう はるばる）
- 学年：高等部3-青 / 所属：陸上部 / 極星：先代・赤 / 極星名：赤陽＜しゃくよう＞ / 年齢：17歳 / 初登場：ACTIVITY-5 パート2

陸上部の先代極星を勤めた細目が特徴の青年で、当時の極星名は「赤陽」。長距離も短距離も満面の笑みでこなす実力者で、「微笑みのランナー」の二つ名で知られているらしい。常に余裕を感じさせるその笑顔と走りにプレッシャーを与えられるライバル選手も少なくないという。現在は極星を新人であり、難物でもある稜に強引とは言え譲っている。
「NOVA」にて新規に登場した人物である。
貴野沙利亜（たかの さりあ）
- 学年：高等部3-白 / 所属：放送部部長 / 年齢：17歳 / 初登場：ACTIVITY-6 パート1

放送部部長を勤める少女。どんな内容の放送をしても、その穏やかな声色でいかなる場も和ませてしまう（6話で果たし状を読み上げた際ははやなから「果たし状というよりラブレターだ」と呆れていた）ため、極星でもないのに「セラフィックボイス」なる二つ名を冠している実力者。極星継承の声は断たないが、本人は至って興味がないとのこと。

水乃緒れい（みのお れい）
声優：桑谷夏子
- 学年：高等部3-白 / 所属：なぎなた部、星徒会会長 / 極星：先代・蒼 / 極星名：蒼雷＜そうらい＞ / 年齢：17歳 / 初登場：ACTIVITY-7 パート1（正しくはACTIVITY-3。名前だけなら、ACTIVITY-2）

現在の星徒会会長で、先代のなぎなた部極星を勤めた少女。当時の極星名も「蒼雷」。また、極星のほかに「静寂の蒼」という二つ名を持つ。髪は腰近くまである黒髪のストレートで、部活中はポニーテールに縛っている。瞳の色は紺色。
公私のけじめはちゃんと付ける冷静沈着で責任感の強い厳格な性格で、前述のような立場から星徒のみならず教師からの信望が厚いが、色恋沙汰には少々鈍感で久遠と律が恋仲であることをるりねに指摘されるまで気づかなかった。さつきとは「自分の極星を受け継ぐ後輩」「同じ道場の妹弟子」「師の孫」と縁が深く、道場や日常では「さつきお嬢様」と呼んでいる。また、正義の味方部と世界征服部がお互い蟠りもなく切磋琢磨し合う関係をすばらしく思っている。
2年前は星徒会副会長を務めており、当時の会長がはやなの姉・るりねだったため、はやなとも顔見知り。
過去
るりねと共に久遠と律に極星の継承あるいは封印を伺った後、手合わせに拝む久遠たちを温かく見送る。その後、はやなの極星の継承の手続きを行った。
この頃の髪型はもみあげがない点を除けば現在と変わっていない。
EPISODE：3
星徒会に参加し、世界征服部を圧倒し過ぎる正義の味方部に対して活動制限を掛ける決定を下した。その後、さつきにこの件の事で訴えられるが、制限を出した真実を告げ泣き伏せる彼女を慰めながら激励した。
EPISODE：4
美咲と共にはやなの極星復帰に同席、極光の認識レベルを「一般」までの開放手続きを行った。また、登校する際さつきからなぎなた部部長および星徒会会長の引退が近いことを心配されるが、「後顧の憂いなき今、新しい世代（さつきと夕霞）に華を添える仕事が楽しくないわけがない」と微笑みながら応じて見せた。

雪待月微笑（ゆきまちづき ほほえみ）
中学生時代にはやなと翔子と共に新体操の大会で好成績を収め、「雪（ネージュ）」と称される実力者だった少女。現時点では設定集に名前が挙がるのみで、詳細は不明。
鈴鳴せりほ（すずなり せりほ）
- 学年：高等部3-蒼 / 極星：先代・青 / 所属：報道部部長 / 年齢：17歳 / 初登場：ACTIVITY-13 パート2

報道部部長を勤める少女。鈴鳴四姉妹の次女。姉妹絡みか久遠と律とは顔見知り。三女のはやなからは「せりちゃん」と呼ばれている。久遠の弁によれば「姉バカ」とのこと。
正義の味方部と世界征服部が増えたことで日々のネタが増えたのを部員達と共に喜んでいる。
EPISODE：4 - EPISODE：5
はやなの極星「銀星姫」復帰の祝いとして彼女の取材の準備を始め、朝練に向かうはやなを激励、征服部の食堂街ムーンライン征服の際、取材を辰人に向かわせ自身は彼女たちの活動を放送した。

瀧津河辰人（たきつがわ たつと）
- 学年：高等部2-黒 / 所属：報道部・取材班 / 極星：現・青  / 極星名：青波＜せいは＞ / 年齢：16歳 / 初登場：ACTIVITY-16

報道部の極星を勤める青年。極星名は「青波」。基本的に飄々とした軽い性格をしているが、情報収集力が高い他、現場に迅速に駆け付けられるようにとパルクールやフリークライムを身に着けた勤勉さも併せ持っており（実際、はやなの活動を撮影しようとカメラを担いだまま壁をよじ登り、久遠から「フリークライミングでもやってたのか?」と驚かれた）、その行動力と実行力を部長のせりほに見込まれ、極星を託された。レポーターというよりもアナウンサーのようなテンションで行う報道は一部に強いファンを持つ一方、騒々しいと忌避されることも多いが本人は気にしていない。
せりほの勅命を受け、極星「銀星姫」を復活させたはやなを取材するため彼女たちの下に訪れ、はやなと征服部の戦闘を中継する。
「NOVA」にて新規に登場した人物である。

#### 大学部
不和久遠（ふわ くおん）
声優：冬馬由美
- 学年：大学部2年 / 所属：元剣道部（高等部時代） / 極星：先代・紅 / 極星名：紅蓮姫＜ぐれんき＞ / 誕生日：9月2日 / 年齢：18歳 / 星座：乙女座 / 初登場：ACTIVITY-3

高等部在籍中に他の極星を相手の流儀に則った上で片っ端から負かし、女子最強の極星として「姫」の称号を与えられ、「紅蓮姫」を名乗っていた少女（るりね曰く「荒くれ姫」）。また、極星の他に「灼熱の閃華」「猛き紅の姫」の二つ名を持つ。そして好敵手であり、後の恋人となる日本舞踊部の極星「銀麗覇」律とは高等部卒業まで戦いに明け暮れていた。髪は金髪のロングヘアで、4話までは紅色のヘアバンドをしていた。瞳は少し黄色がかった茶色。
少々粗野かつ短気な性格で口調も荒いが、後輩の面倒見のいい真面目で優しい姉御肌である。九行兄妹からは「久遠ちゃん」と呼ばれている（中学生時代はこの呼び方を嫌がっていた）。二刀流の使い手であり、自身に攻撃を仕掛けてきた遊を気圧す、満身創痍の和麻の気配にいち早く気付く、橙也を一撃で倒すなど、その強さ・鋭さは群を抜いている。
その最強の名を作り上げた武勇伝は当時から星徒間でも語り継がれており、卒業して2年を経た今でも高等部内に数多いファンがいたり、彼女の格好を模したファンアイテムが購買部で販売されるほどの人気を誇るが、その伝説のあまり畏怖の念を抱かれることもしばしば。愛読書は『十刀真伝』で、彼女の流派・我流『紅』【がりゅう・くれない】（別名：紅流）は格闘家の父親を打ち倒すためにその本の作中に存在している流派「双羽流」をモデルに考えられた流派であり、力では男性に劣る女性ならば、二本の刀を持ち、二倍の速度で四倍の剣戟を打ち込むべしという大雑把過ぎる理念を持つ流派である。極光発生時は周囲に炎が燃え上がる。
過去
律との手合わせの最中、これを喧嘩と誤認して止めに入ったはやなの技量を気に入り、極星「姫」を継がせた。その後、律と共に霧瀬に彼女用の服の製作を頼んだ。また、るりねたちから極星の後継について聞かれた際、「紅蓮姫」を「いわくつきの称号」と称し、「継がせたい奴も継いでくれる奴もいない」と弱音を溢すなど、最強極星であることに非常に苦悩していた模様。また、霧瀬からAD-Xを受け取る以前は律との対決で擦り傷を作ることが多かった模様。
この頃の髪型は以前より少し短めだった。
EPISODE：1
霧瀬から3人目の部員を探すという依頼を受け、2年振りに高等部に訪れる。そして、極星衆に追い詰められるはやなを助けるために介入し、彼らを撤退させた。
EPISODE：2 - EPISODE：3
さつきと共に3人目の部員探しをしていたが、極星の移籍でなかなか恵まれず悩んだ末、武道館にて稜の勧誘。稜に「銀星姫」に関する過去話を話し、彼女を味方部に入部させる切っ掛けを作った。その後、彼女に決闘を申し込んだ橙也を和麻の仇討ちも兼ねて一撃で倒し実力の差を見せつけた。その後、自身の無力さに苛まれる和麻を叱咤激励した。
また、4話で新体操部の許へ赴く際「ちょっと顔出しづらい」と呟いたり、ひろりと再会した際も「ココ（新体操部）にはあんまり顔出せた義理じゃない」と述べているが理由は不明。
EPISODE：4
律に誘われ、彼と共にはやな達の下に訪れる。歌音によってAD-001を持ち出された際は、はやな達の代わりに一般人を装って征服現場に向かおうとした（その際、稜に「大人げないです」と非難され、この後律に「そんなところが可愛いんだぞ」と皮肉交じりにフォローされた）が、はやなの要望で身を引いた。その後、霧瀬が持ってきたAD-000をはやなに授け、律たちと共に彼女の新たな活躍を見届けた。

九行律（くぎょう りつ）
声優：鳥海浩輔
- 学年：大学部2年 / 所属：日本舞踊部（高等部時代） / 極星：2代目・銀 / 極星名：銀麗覇＜ぎんれいは＞ / 誕生日：11月23日 / 年齢：18歳 / 星座：射手座 / 初登場：ACTIVITY-7 パート1（正しくはACTIVITY-5 パート1。名前だけなら、ACTIVITY-3初登場）

高等部在籍中、他の極星を潰していた久遠と拮抗し引き分けに持ち込んだことを評価され、男子最強の極星として「覇」の称号を与えられ、「銀麗覇」を名乗っていた青年。また、極星の他に「雪嶺の氷晶」「麗しの銀の覇王」という二つ名を冠している。稜の兄で、彼女からは「律兄」と呼ばれている。髪は腰まで伸びた青みがかった黒髪のロングヘアで、ポニーテールに結っている。右目は前髪で隠れており、瞳は紫がかった紺色。
性格は基本的に常に冷静沈着で無表情を崩さず真意を付いた発言ができる切れ者だが、本質的には前述の頭の切れる行動や実力の数々が吹き飛ぶほど相当なマイペース。また面白い物を好んだり、久遠をからかったり顔を近づけて会話するのを趣味とするなどなかなかお茶目な一面も併せ持っている。稜同様、京都府京都市出身で、高等部時代は寮生活を送っているが、時折京都に帰ることもあった。現在は稜と共に学生寮で同棲している。
久遠とは卒業まで戦い（本人曰く「いちゃいちゃ」）を繰り広げていた。九行流は律が習っている流派だが、戦いで使用する九行流裏舞踊『静』【くぎょうりゅううらぶよう・しずか】は久遠の勝負に付き合うために「受けて流し、その流れを乗せて返す天秤の理」という理念の下に思いつきで考え出された全くのでっち上げ流派（いわゆる我流）であり、技なども彼がそれっぽいものを久遠のために考えた、全て愛ゆえに為された幻の流派である。
過去
久遠との手合わせの最中、これを喧嘩と誤認して止めに入ったはやなの技量を気に入り、極星「銀」を継がせた。その後、久遠と共に霧瀬に彼女用の服の製作を頼んだ。
この頃の髪型は現在とは変わらないものの、後ろに縛っていた。
EPISODE：4
高等部卒業後、しばらく表舞台から姿を消していた（本人曰く「身の回りの杞憂がなくなったが、それでも高等部に行くのを我慢していた」）が、はやなが極星を復帰した知らせを聞き、復帰祝いも兼ねて彼女と2年振りに再会し、彼女を激励する。その後、はやながAD-000を授けられた後、久遠たちと共に彼女の新たな活躍を見届けた。

白葉樹紫子（しらはぎ ゆかりこ）
- 学年：大学部1年 / 所属：テニス部 / 極星：先代・白 / 極星名：白爛＜びゃくらん＞ / 年齢：18歳 / 初登場：ACTIVITY-5 パート1（本名はACTIVITY-8 パート2で判明）

テニス部の先代極星を勤めたロール髪の少女で、白葉樹グループの令嬢。当時の極星名は「白爛」。「絢爛の白」の愛称で知られる実力者で、試合中でも失われないその優雅さは銀麗覇と比肩するとも言われていた。あきに挑まれた極星を賭けた勝負に敗れ、極星はあきに明け渡すことになったが、あきの力量を認めての経緯ゆえに後悔はなかった模様。
現在も大学部のテニス部に在籍し、「テニスのお嬢様」と呼ばれている。
「NOVA」にて新規に登場した人物である。
居場（いば）
- 学年：大学部 / 極星：先代・朱 / 初登場：ACTIVITY-11 パート1（名前のみ）

橙也に「紅蓮姫」に関する情報を教えた人物。現時点では橙也の口から苗字が挙がるのみで、詳細は不明。

### その他の人物

#### 美咲輝学院関係者
沙島弓鶴（さしま ゆづる）
- 職業：喫茶室「QJ」店長 / 初登場：ACTIVITY-1

喫茶室「Q・J」店長を勤め、一人で給仕や調理をこなす女性。星徒達からは「ゆーさん」の愛称で親しまれており、ひそかに慕う男子星徒は星の数ほどと噂されている。
「NOVA」にて新規に登場した人物である。
森南康史（もりなみ こうし）
- 職業：喫茶アリエル店長 / 初登場：ACTIVITY-2

喫茶「アリエル」のマスターを勤める男性。女星徒からの相談役に答え、その人当たりの良さから女星徒からのファンが多い一方、女星徒に値引きをしようとしたりはやなが来店するのを知るとケーキ食べ放題を催すなど女性にはやや甘い。妻子の存在は詳細不明だが、バツイチとの噂がある。
「NOVA」にて新規に登場した人物である。
月見里（つきみさと）
- 職業：日本新体操連盟理事

日本新体操連盟の理事を務めている人物。新体操の大会の主催者でもあり、中学時代のはやなと翔子、微笑にそれぞれ「エトワール」「フルール」「ネージュ」の愛称を与えた。現時点では設定集に名前が挙がるのみで、詳細は不明。
河澄千鶴（かわすみ ちづる）
- 職業：黒豚しゃぶしゃぶ丸や店主

黒豚しゃぶしゃぶ丸やの店主を勤める女性。気の回る性格らしいが、設定集に名前が挙がるのみで、姿は明かされていない。
美咲（みさき）
- 初登場：ACTIVITY-13 パート1

高等部にいる人間としては若く、少し浮いた容姿をした女性。髪はウェーブのかかった空色のロングヘア。瞳は臙脂色。
役職は不明だが、征服部長の夕霞と会話していたり、はやなが星徒会を訪れた折にも同席をしていたところから、星徒会とはなんらかの関係はあるようで、夕霞が心を許せる存在の一人でもある。アンドロイドのような喋り方が特徴で、学院のことをして「わたし」と自らのことのように語っているが、詳細は不明。
「NOVA」にて新規に登場した人物である。

#### 正義の味方部と世界征服部の親族
わんたん
- 初登場：ACTIVITY-4

はやなの飼う真っ白な金魚で、種類は土佐金。主人に良く似ているのか、非常に良く食べるがあまり太っていない模様。はやなはエンゼルKINTOに似ているというが、周りには微妙に首を傾げられている。
名前の由来ははやな曰く「ふわふわした尾鰭がそれっぽい」という理由から。
京月都（きょうづき みやこ）
- 職業：「QJ」デザイナー / 初登場：ACTIVITY-5 パート2（名前だけなら、ACTIVITY-1）

葵の母親で、ブランドQJを主宰するファッションデザイナー。娘とその友人のはやなをよくファッションモデルに使っている。工房は「あとりえ都」で、後述の喫茶室「Q・J」はブランドQJの多角経営の一環。
気さくな性格だが、経営面は少々適当に済ませる上に可愛い子を見るとファッションモデルに勧誘しようとするスカウト魔でもあるため、葵は彼女の経営面でのいい加減ぶりについては若干軽視している様子。愛車として、ランボルギーニ・カウンタックをベースとしたランボルギーニ・ミヤコに乗っている。霧瀬とは旧知の仲。
鈴鳴るりね（すずなり るりね）
- 職業：絵本作家 / 元星徒会会長（高等部時代） / 年齢：19歳 / 初登場：ACTIVITY-7 パート1

元・星徒会会長を勤めた少女で、鈴鳴四姉妹の長女。いつも笑顔を絶やさない朗らかな性格。同年代の久遠と律との親交は深い。三女のはやなからは「るーちゃん」と呼ばれている。
現在はれいに会長を譲り、絵本作家として活動している。
浅凪一二三（あさなぎ ひふみ）
声：原由実
- 極星：先代・桃 / 極星名：桃幻＜とうげん＞ / 年齢：19歳 / 初登場：ACTIVITY-12 パート1

歌音と行動を共にしている女性（彼女の担任なのかマネージャーなのかは現時点では不明）で、浅凪七兄弟の長女。当時の極星名は「桃幻」。
「NOVA」にて新規に登場した人物である。

はやなの母/はやなの父
- 初登場：ACTIVITY-13 パート2

はやなの両親。名前は両者とも不明。母親は五十人分に相当する朝食（葵曰く「自分の単位が狂いそうな量」）を容易く支度する熟練のコック相当の腕前の持ち主で、それでいてエンゲル係数は一般家庭並みらしい。
鈴鳴ゆいの（すずなり ゆいの）
- 初登場：ACTIVITY-13 パート2

鈴鳴四姉妹の四女で、鈴鳴家の末娘。彼女もまた、三姉妹譲りの健啖家である。とは言え作者に「舞台が高等部である限り、出番は無さそう」と表明されている。

## 用語

### 学院関連
星徒（せいと）
作中における生徒の呼称。「生徒」は誤りなのだが、微妙にややこしい言い回しのため、「星徒」「生徒」と混同されはっきりしないこともある（第1巻や第2巻、設定集の解説などでは後者の方が使われている。藤枝曰く「意味さえ分かっていただければどちらでも構わない」とのこと）。
正義の味方部
正義の味方マニアである藤代霧瀬が自ら顧問として設立はしてみたが、メンバーが集まらずに半分休部状態だった部。だが、世界征服部が活動を開始し、それに対抗するために鈴鳴はやな、天宮さつき、京月葵といったメンバーを部員として勧誘することに成功した（葵ははやなのお目付役だが）。その後、10話で稜を加え、さらにADを稜の分の他に2体用意しているシーンがある。
今では世界征服部と並び、学院内の二大イロモノ部活として星徒達に認識されているらしい。さらに、星徒達の一部でははやなや霧瀬のファンクラブまで設立されている。11話まで世界征服部の行動を完全に押さえ込んでいたため、星徒会より「部活としてあまりに不均衡なのは教育上問題がある」として活動制限を加えられることになってしまうが、メンバーは「制限がある方が正義の味方っぽい」という理由であまり気にしていない一方、霧瀬だけはこれに対して人目も憚らず憤激していた。
霧瀬のポリシーから部員は女子星徒のみで構成されており、男子部員はいない。
世界征服部
突然、美咲輝学院で征服活動を開始した部。
設立理由、構成メンバー全てが完全には明らかにされていない。世界征服の手始めに、まず学院内の施設を制圧しようとしているものの、正義の味方部の活躍のため、「REMNANT」現在で57戦1勝56敗と完敗状況。なお、星徒会公認の正規の部活動のため、星徒会や教師達には妨害できず、同じ部活動である正義の味方部にしか妨害ができない。部長は秋篠夕霞、副部長は浅凪九郎、会計は御堂あき、書記は八草重遊と鴇神冴。他の部の極星を次々と勧誘して配下に組み込みつつある。行動目的は不明だが、夕霞は「征服という行為があること」を知らせることが重要だ、と述べている。
なお、制圧方法は施設および店舗情報を書き換えることで征服したこととなり、店舗の場合は制圧後は商品の値上げ、施設の場合は使用者の使用料を取ることになっている。また、征服場所のほとんどが飲食店であることに加え、他の部活動の活動中でも乱入する形で活動するため、星徒たちからは「ハタ迷惑極まりない部活動」として辟易されており、前者に関してはドラマCD「ティンクルセイバーNOVA MAIDENSTAR」において星徒たちから「食事する場所がなくなる」などの不満を抱かれ、その言われように正義の味方部からも同情されるという一幕があった他、星徒の中には「美咲輝は懐広いつーかおおざっぱとゆーか」と美咲輝学院の校風自体に疑問を抱く者まで出てきてしまっている。
極星衆
世界征服部に属する、極星星徒のみで構成された精鋭部隊。初登場当初は八草重遊（紫閃）、御堂あき（白煌）、鴇神冴（黒帝）、司木橙也（朱砂）の4人組だったが、5話から天羽翔子（桜流）が掛け持ち入部したことにより5人組となった。
八草重隊
八丈みまと重政由里恵、草香千尋の3人で構成されている、世界征服部に属する部隊の一つ。
基本的に諜報専門の部員であるため、表立っての直接戦闘緒などには参加しない。3人とも素人なので諜報能力は左程ではないが、女星徒ならではの横のつながりにより時としてどこよりも早い情報を得る。
浅凪隊
世界征服部に属する部隊の一つで、八草重隊の存在を知った祐之介と七月男が自分たちにも肩書きが欲しいと九郎に頼み込んで設立された。
勝手に隊長を名乗り始めたが、隊長ならば部下が必要だと正義の味方部のファンや征服部のファンに熱心な勧誘をかけ、部員を30人余に増やすことに成功した模様で、その大半は『はやな派』と『さつき派』、『誰でもOK派』に分類される。
レッドショルダー隊
世界征服部に属する部隊の一つ。部隊名の通り、右肩に赤の腕章をつけている。実力は歌音曰く「数は多いが自分以上に素人」らしく、作中でも彼女の実力に慄き「極星さえ来てくれれば…」と弱音を吐く者もいた。
ホスト部
ドラマCD「ティンクルセイバーNOVA 昼下がりのウィスパー」にて、世界征服部が正義の味方部に対抗すべく設立した部活。構成メンバーは浅凪九郎、八草重遊、司木橙也の3人。
最初こそホストさながらの巧みな話術で女子星徒たちを虜にし迎え出た味方部を苦戦（？）させるが、律の助力を得た味方部によって敗北。その後、廃部になった模様。

放送部
沙利亜が部長を務める部。世界征服部が活動した際によく放送され、部員も個性豊かな口調で喋る（14話にてSF風な口調で放送を務めた部員に至っては霧瀬から「随分ノリがいい」と評された）が、さつきと翔子との果し合いの際は沙利亜が放送を担当した。
星徒会/生徒会（せいとかい：NOVA/無印）
美咲輝学院各学部に存在する星徒の代表管理組織。通常の学校にも存在する生徒会組織と基本的な役割は同じだが特殊な権限も多く、教師の承認を得ずに校則を施行することなどができる。極星制度も星徒会によって立案、施行されたものである。
会長、副会長、会計、会計補佐、書記の5人で編成されており、権限や仕事の多さから実力者しかその任には就けない。
学院内では絶大な権力を持っているが、基本的に表に出ることはない。会長はさつきの先代「蒼雷」である水乃緒れい（2年前の星徒会会長ははやなの姉・鈴鳴るりねで、れいは副会長だった）。また、現在の星徒会のメンバーには、副会長の秋篠夕霞、会計の八草重遊をはじめ世界征服部のメンバーも多い（元々世界征服部のメンバーが極星＝部の代表であることを考えると不思議ではない）。

### イベント
星大祭（せいたいさい）
10月に行われる行事。実行委員長は天羽翔子。現時点では名称のみが挙がるのみ。
メイデンファイト
ドラマCD「MAIDEN STAR」にて星徒たちから日に日に疎まれていく世界征服部を案じた星徒会が開催した大会。大会名にあるように参加者は女性のみとなっている（作中ではこの事に不服に感じた遊が女装して参加していた）。

### 小物
星徒手帳（せいとてちょう）
学院生星徒としての証であり、個人認証キーとしても機能し、さらには電子辞書やモバイルの機能も兼ね備えた万能携帯端末。学院内では金銭もこの手帳で管理されているため、紛失は厳禁となっている。
紅蓮姫サングラス（レプリカ）
購買部クロエにて販売されている、購買部（という部活）が部活動の一環として不和久遠の愛用のサングラスを模して製作したキャラクターグッズ。値段は1980円。ファンアイテムとしてロングセラーを誇るが、あくまでレプリカであるため、久遠が着用するものに比べるといささか安っぽい。
作中では七月男と祐之介が極星衆に包囲されたはやなたちを助ける際に彼らから正体を隠すために着用した。
紅蓮姫グローブ（レプリカ）
前述のサングラス同様、購買部クロエにて販売されているが、単なるキャラクターグッズとしてではなく、自転車・バイク通学の星徒職員にも人気がある。値段は1480円。

美咲輝NEWS（みさきニュース）
美咲輝学院報道部が毎日発行している校内新聞。毎日という部活動とは思えない発行ペースと星徒ならではの情報の正確さ、速さから各所で愛読されている。
極星カード＆極星フィギュア
三次元創作部が先代極星の人気の高さを基に創り上げたキャラクターグッズの一つ（さつき曰く「3年をかけた力作」）。
カードはカードゲームとしても遊べる要素を盛り込んであったが、紅蓮姫・不和久遠と銀麗覇・九行律のカードが強すぎたためにゲームバランスは最悪だが、不思議と不満はなかったらしい。フィギュアは拘りが過ぎ、先代たちが卒業の後発売となったが依然変わらず人気商品らしい。
美咲輝Walker（みさきウォーカー）
美咲輝学院高等部の出版企画編集部が発行している学院の総合情報誌。
デザイン部と印刷部の協力により普通の雑誌と並んでいても全くわからないほどの出来であり、内容もそこに生活をする星徒たちが記事を書いているからこそのご当地的な情報が多く、校内だけでも1万部を販売する。
モデルは角川マガジンズ出版の都市情報雑誌「○○Walker」。

### 武具
一刀（いっとう）
武居和麻が愛用する木刀。
シュメッターリング
遊が愛用する投げナイフ。150個所持している。
紅雪・紅風（べにゆき・べにかぜ）
久遠が自作・愛用する二振りの黒塗りの木刀。長刀が「紅雪」で短刀が「紅風」。
撫限（なでぎり）
律が愛用する二振りの扇子。久遠が振るう木刀を受け止めることができるほどの硬度を誇る。

### 乗り物
美咲輝バス
広い美咲輝内を走る路線バス。美咲輝スターライナー（後述）とともに星徒の学院移動を助ける設備である。美咲輝の星徒職員は無料で利用できるお得な設備でもあり、部活動の遠征試合などがあれば、バスターミナルからの送迎もしてくれる。
ランボルギーニ・ミヤコ（仮名）
ランボルギーニ・カウンタックを模して作られた「都カスタムスペシャル」。実際のカウンタックは2人乗りだが、都が勝手にベンチシートタイプに改造した3人乗りの特殊使用となっている。
美咲輝スターライナー
美咲輝学院を円環状に走るリニアモーターカーで、運転手のいない外部操作型の設備である。
星徒教員含め関係者の多くが使う移動手段であり関係者身分証さえあれば無料で利用することができる。一周約15分程度。
バイク「マシンブライトロン」
霧瀬が正義の味方部の機動力として開発していたモーターバイク。
性能は市販機より高いが、完全自作のため車検は通らない上、特撮に出てくるバイクのようなごてごてぶりから京月葵からは「色物バイク」「あんなんで駆けつけたら新入部員が逃げ出す」と酷評されている。
霧瀬の求める部員が女子であること、また当然ながら学生であることを考えると実際に使用出来る部員はおらず、倉庫で眠っていたが、鈴鳴はやなにAD-000を届ける際に騎乗したが、到着した直後バランスを崩して公衆トイレに激突し、中破してしまっている（一方の霧瀬は白衣を着ていたことが幸いし、奇跡的にも無傷で済んだ）。

### 作中作
フェアリーナイツ
子供向けアニメーション作品。内容は、世界の人の夢を夜色に染めようと企む『黒のアルファル』の野望を阻止するために、白き妖精の姫『ティターニア』の魂を継ぐ少女『夜夢真夏』がアルファル・ルサールカ・セルキーの3人の仲間と共に変身して平和の為に戦う、というもの。王道な所が子供の心を捉えたのか一躍人気番組となり、ソーセージやパジャマなどの関連商品が販売されている。
霧瀬はこの作品の登場人物の変身をADに組み込もうと考えていたが科学力の限界から実現しなかった。作中では1巻の霧瀬のセリフと設定集にて名称が挙がるのみ。
十刀真伝（じっとうしんでん）
久遠が愛読する書籍。この作品の作中に存在する「双羽流」という流派は、彼女の流派である我流『紅』の元となっている。作中では2巻の設定集にて名称が挙がるのみ。

### 正義の味方部と世界征服部の戦闘装備

#### アクティブドレス
略称「AD」（Active Dress）。霧瀬が開発した、単純に言うと装甲服。外見は霧瀬の趣味だが、アルピストを使用しているため耐衝撃に耐電・耐火・耐水と非常に高い防御力を誇る。さすがに科学力の限界で、「変身」は出来ず、普通に着替えることで装着する（15話で鈴鳴はやなが極光を利用して着替えたため、あたかも変身したような形となった）。前述したように防御力は高いが装着者の能力を強化するような機能はないため、作中の高い戦闘能力は装着者本人の力や技によるところが大きい。「相手を傷つけずに倒す」というコンセプトの下に作られたスタンデヴァイス（略称SD（StunDevice））と呼ばれる味方部の各部員に合わせた充電式の専用衝撃装備が付属している。霧瀬が「学園の悪を断つ正義の剣」というようにスーツ名には「○○（星や雷など空に関連した英単語）セイバー（Saber：刀剣）」という名前がついている。普段は保健室「湊」の壁の奥に保管されており、「The justice is in your heart!」（直訳すると「正義は君の心（むね）の中に!」）のパスワードを入力することで取り出される。
AD-001【ティンクルセイバー】
はやなが着用する攻防備えた万能のスーツ。大きなスリーブと長い尻尾のような腰のリボンが特徴。後述のAD-000から考えると元々彼女が着用することを見越して作られたわけではないはずだが、武装からして彼女専用と言っても過言ではない。2話で和麻との戦闘で必殺技を受け、一度左肩のスリーブを破損しているが、3話で修復された際に肩部前面と腰部側面の装甲の追加・防御力を20 %に増強などの強化もされ、さらに14話からははやなの要望でアイグラスが追加されたが、同話で歌音に無断で持ち出され、17話での橙也との戦闘で必殺技を受け中破した。
機体名は霧瀬の「学園の悪を断つ輝ける正義の剣」という意味合いで付けられた（「ティンクル」（Twinkle）とは英語で「きらきら輝く」の意味）。
デザインモチーフは星（五芒星）と学生服と剣士。
ティンクルセイバーの武器
スタンデヴァイス「プラズマリボン」
腰に装着されている新体操のリボン型の武器。当たると痺れる程度の電流（15万ボルトのスタンガンに相当する威力）が流れる。ナノマシンファイバーによって構成され、硬度も長さも自由自在に変更が可能。
ガードデヴァイス「スピニングフープ」
相手の攻撃を逸らすリング型の防御兵器。普段はバックルに内蔵されており、腰部左のボタンを押すことで取り出される。
AD-000【ティンクルセイバーNOVA】
AD-001に代わるはやなの戦闘衣装で、久遠と律が自分たちの称号を継いだはやなに何か残したいと想い、彼らの依頼を受けた霧瀬によって制作された（霧瀬曰く「はやなが着用することを前提に作られた「銀星姫」専用スーツ」）。正式名称は「AD-000 Princess Of Silver Star」で、コードネームは「銀星姫」。
はやなが当時所属していたのが新体操部であったことから、律が希望したレオタード型と久遠希望の制服型の間をとったデザインとなっている。開発されたのは2年前ながらも、その性能は後から制作されたADシリーズに劣ることはなく現在でも十分実用に耐えうる。
しばらくの間保健室の収納部屋に収められていたが、新入部員の歌音によってAD-001が持ち出されたために陽の目を浴びることとなった。
また、このスーツが本編に登場するまでは度々デザイン（ラインのカラーリングやリボンの形状、アイグラスの有無など）が変更されていた。
「NOVA」とは英語で「超新星」の意味で、名前の由来に関しては作中では霧瀬が「新たに生まれた銀の星」という意味合いで名を付けた。
ティンクルセイバーNOVAの武器
スタンデヴァイス「プラズマリボン」
AD-001の武器と同様だが、柄の形状はより新体操部のリボンに近い形となっている。
ガードデヴァイス「スピニングフープ」
AD-001の武器と同様だが、相手を拘束する機能を持つ他、極光を纏わせることで大型のチャクラムとしても使用できる。

AD-002【アークセイバー】
さつきが着用する近 - 中距離の戦闘能力に秀でたスーツ。ボリュームのある肩のアーマーと背中のディヴァイスホルダーが特徴。AD-001の予備のパーツを流用して造られたため、目立つ肩のパーツの形状と着用者のさつきが大柄である点を除けば若干似ている形状となっており、言わばAD-001の姉妹機といえるスーツである（実際、11話において、はやなが間違えて本機を着用している）。
「アーク」（Arc）とは英語で「電弧」の意味で、霧瀬曰く「なぎなた部のイメージに合わせた名前にするつもりで考えた」。
デザインモチーフは稲妻と学生服と侍。
アークセイバーの武器
スタンデヴァイス「巴（トモエ）」
ディバイスホルダーに収納されているなぎなた状の武器で、2つのモードに切り替えることができる。
スタンモード：プラズマリボン同様に当たると痺れる程度の電流が流れる。
スラッシュモード：高周波ブレードに変化させ壁などを斬撃する。

AD-003【ソルセイバー】
稜が着用する一撃離脱型の戦闘能力に秀でたスーツ。鋭角的なフォルムに大型の篭手、深紅のカラーリングと個性の強い外観を持つ。2つのバッテリーを両肩の挿入口にセットすることでエネルギーが装具に伝達される。腰の後ろのオーバースカートを可変させ「ストリームフィン」として展開する事で加速効果を得ることが可能だが、金魚の尾鰭のような形状をしているためか稜が「金魚セイバー」と命名しようとして霧瀬に泣いて止められたとのこと。またアンダーウェアは稜の強引な要望で上腕部と背部に穴を開けさせられ（稜曰く「全身フィットだと窮屈だから」）、カラーリングも当初はティンクルセイバーやアークセイバーと同系統の白と青だったが、彼女の好みの色である赤黒系統に変えさせられた（色変えは徹夜作業になるらしい。霧瀬曰く「結構科学的な何かが詰まっている」とのこと）。
「ソル」（Sol）とはスペイン語およびポルトガル語で「太陽」の意味。
デザインモチーフは太陽とスポーツカーと金魚。
ソルセイバーの武器
スタンデヴァイス「シャイニングハート」
左右の大型の籠手。戦闘技能を特に持たない稜のために機構はかなり簡略化されており、指先で触れるだけで良いという使いやすさが売り。リーチは短いものの、その機動性を活かした戦闘スタイルをとることが可能。霧瀬は相手の頭を掴みながら決め台詞を叫ぶフィニッシュ技にして欲しかったようだが、稜の「嫌です」の一言で却下されたとのこと。

AD-004、AD-005
霧瀬が上記のソルセイバーと同時期に作り上げた2つのスーツ。AD-005の通称は「ゼロ」。

AD-X-Trial-001【紅（くれない）（CRIMSON）】
久遠が使用する、ADシリーズの基本となった試作ライン、「X-Trial」（エクストライアル）の一つで、先代「姫」の印象を強く残したものでもある。ADは基本的には製作者である霧瀬自身のデザインだが、これは彼女自身が自作したコートをモデルとしたレプリカのような形で作られた珍しいバリエーションである。ADに劣るものの高い防御力を誇る。また、8話で稜が着用したことがある（この際、「稜を臭い服で攪乱するつもりですか?」と言われ、「臭くないよ!!」とツッコミを入れた）。
名の由来は久遠の流派である我流『紅』から。
付随する武装はなし。彼女が使っているのは長刀「紅雪」と短刀「紅風」という黒塗りの木刀。

#### サポートシステム
略称「SS」（Support System）。あきが開発した装甲服。性能は味方部のADシリーズとほぼ同等と思われるが、防御性能のみのADシリーズとは異なり、運動能力を補助する機構が組み込まれている。こちらもADシリーズ同様に普通に着替えることで装着する。
完成型の「VSS」と試作型の「PSS」の2種類に分類されている。機体名には漢字一文字が入っている。

##### ヴァリアブルサポートシステム
略称「VSS」（Variable Support System）。「VSS」の読み方は「ヴァーサス」。RPGに出てきそうなシルエットが特徴で、トリックツール（略称「TT」（Trick Tool））と呼ばれる征服部の各部員に合わせた装備を持っている。
VSS-002 【聖（ひじり）】
あき自身が着用するスーツ。白いベレー帽に白いインバネスコートが付随している。装着者の身体能力を補助するシステムを持っており、ブーツには電動のインラインスケートが組み込まれており、高速ダッシュが可能になっている。また、内蔵されている『烈風』により、音声でコマンドを入力する事で一連の動きを発動する事が可能。
デザインモチーフは僧侶と山伏。
聖の武器
トリックツール「烈風（れっぷう）」
一見すると左右対称の刃がついた大鎌状のような形状の武器だが、性能的には切る能力等はなく、穿つ攻撃を主目的とした鶴嘴である。収納時は小振りの杖のような形状をしている。

VSS-006【静（しずか）】
冴が着用するスーツ。聖と対照的に黒い魔導師風の大きな三角帽と黒いマントが特徴。聖同様、音声でコマンドを入力することで一連の動きを発動することが可能。
デザインモチーフは魔女と騎士。
静の武器
トリックツール「響（ひびき）」
スタンドマイクのような形状の杖。冴の言葉に応じ形態を変えたり、物体を出現させる能力を持ち、単音や詠唱などで先端を巨大な剣や鉄槌の形状に変形させたり、任意の場所に壁や檻を作り出したりなど、さながら魔法のような動作が出来る。収納時はハンドマイクのような形状をしている。

VSS-003 【桜（さくら）】
翔子が着用する彩りも華やかな最新型のスーツ。新体操部の翔子に合わせ、レオタードに似た形状をしており、さらに色も彼女に合わせて派手となっている。トリックツールの名前は全て桜の品種名が由来だが、着用者である翔子自身は別の名を付けているようで、実際には呼ばれていない。正義の味方部のティンクルセイバーと装備も戦闘スタイルも似ているが、桜の方がより近距離での戦闘を得意としている。
デザインモチーフは桜とレオタード。
桜の武器
トリックツール「白妙（しろたえ）」
両肩に収納されている棍棒（クラブ）型の武器。
トリックツール「紅鶴（べにづる）」
右足の腿部分に収納されているリボン型の武器。半透明のリボン部分に桜の模様が明滅する派手な仕様となっているが、これは翔子からのリクエストによるものらしい。
トリックツール「御衣黄（ぎょいこう）」
背中に収納されているボール型の牽制武器。

上記の3種の他に、残り2種のTT（名称不明）が収納されている。

##### プロトサポートシステム
略称「PSS」（Proto Support System）。個人の能力と特性に合わせて逐次設計されるVSSとは基本設計思想が異なり、誰でも扱いやすいように固有の機能や装備等はない。
PSS-001 【鉄（くろがね）】
橙也が着用するスーツ。西洋甲冑のような概観が特徴。元は世界征服部の一般男子部員用に開発されたSS量産型試作機で、防御能力、機動性ともすでに実用可能な水準に達しているが、御堂あきの満足のいくレベルではなかったらしく、実際の量産にはいまだ至らなかった。その為お蔵入りしていた機体だが、橙也があきに頼み借り受け、不和久遠との戦闘に挑んだが、極光を発現させた彼女によって容易く打ち砕かれたが、その戦闘データにより内部インナーを元に改良した「鉄改」（後述）が試作されている。
設定画ではフルフェイス型のマスクが付随していたが、作中で着用されることはなかった（無印では、着用したら視界外からの攻撃に反応が遅れて不覚を取ったから、という趣旨の理由がされている）。また、無印は初期型と改修型とでデザインが異なり、初期型は鎧武者を彷彿とさせるデザインとなっており、改修型はNOVAと同じデザインとなっている（なお、NOVAで登場したのは改修型の方）。
デザインモチーフは騎士と武闘家。

PSS【鉄改（くろがね・かい）】
上記の鉄に代わって支給されたスーツ。以前の装甲部分は下記の鉄真改に変形する際に出現するように再設定され、アンダースーツ部の素材をベースに改良したジャケット型のバトルスーツへと大幅な路線変更を遂げている。防御性能は以前のものとやや劣るが、スタンデバイスへの対抗能力は上がっており、一般星徒への配備が整えば味方部への脅威となりうる。
【鉄真改（くろがね・しんかい）】
鉄改の変形形態。鉄改に織り込まれているSINに電流を流すことで膨張と硬化の形状変化を生じさせ、ジャケット状態から装甲状態へと防御力を高めた形態に変化させた状態だが、正確にはこの状態が鉄改の正式な形状とのこと
ただし、この状態を維持するためには通電状態を維持せねばならず、運用時間は内部バッテリーの限界である3分。

#### AD・SS関連
アルピスト
藤代霧瀬が開発した、軽量で丈夫な特殊繊維。これに耐衝撃と耐電、耐火、耐水などの二次加工を施して複合積層生地にしたものが、正義の味方部のADシリーズの外装に使用されている。スーツの中でも使用する場所に応じて特性や厚み（積層率）などを変えてはあるが、全体的に非常に高い剛性を持つが、極光を使った攻撃やその剛性をも上回る攻撃には耐えられない。
クレスフレーム
ADシリーズに組み込まれている柔性金属による骨組み。主に関節部に仕込まれており、装着者の身体の動きをトレースしてクレスフレーム自体が自由に変形し、その形状に応じた特殊な電気信号（フレームの軋みや歪みに相当するもの）を発する性質を持つ。
外装のアルピスト多層材は、このクレスフレームの形状信号に応じて変形し、それ以外の外的なあらゆる衝撃に対して高い剛性を発揮する。その結果、強度と動きやすさを両立させた構造が成立している。

烈風
あきが着用する聖のトリックツールの名称であり、同名の武器に内蔵されているサポート用AI人工知能。
可変式ローラーブレードや武器へのコマンドの音声入力する事によりVSSと連動して運動能力以上の連続技などを繰り出す事を可能としている。そのAIをベースとした「疾風」と「旋風」というバックアップAIが存在する。
名称に関しては製作者であるあきの趣味がわずかに覗くネーミングである。
SIN
橙也が着用する鉄改に織り込まれている特殊繊維。
この繊維に電流を流し込むことで鉄改の本来の形態である鉄真改に変化させることが可能としている。

### 極星
極星（きょくせい）は、美咲輝学院の部活動において特筆すべき成績を修めた星徒が、星徒会から贈られる称号。
「部活動において」という条件上、基本的に各部毎に1つのみ与えられるもので、多くの場合は部長が持つが例外も多い。その継承は当代保有星徒の意思によって（星徒会の審査はあるが）自由に譲ることが許され、後継者不在のまま卒業すると極星は星徒会預かりとなるので、通常はそれまでに後継者となる後輩を探すこととなる。実力さえあれば1年生でも得ることが可能で、逆に3年生となると継承に躍起になるため、かえって持ち主は少ない。極星になると学院から各種特権と極星章と呼ばれる記章が与えられるほか、学費免除などの特典が付く。継承の方法は先代から譲られるというものが基本的だが、勝負に勝って剥奪するという方法もある。また、前述のように後継者がいない場合や本人の都合などで後継を望まない場合は封印をして一時星徒会預かりにすることができる。極星を保有することを許された星徒は「極星所有者」と呼ぶ（作中では「極星」と略されることが多い）。
名前は基本的に「色」と「志」を示す漢字2文字で構成されている。「色」とは極星の区別であり、全24色（つまり極星は最大で24人。各教室のクラスにも極星の「色」が使われている）存在し、これは代々不変として継がれる。そして「志」とは当代極星が自由に付けることが出来る部分であり、多くは自分の在り方を示す漢字がつけられるが、さつきや稜などのように先代の称号に思い入れがある場合はそのまま継ぐことも出来る。そして特例として三文字目が存在しており、それは極星の中でも最高の男女各1名に与えられるもので、男子星徒には「覇」、女子星徒には「姫」が与えられる。
正義の味方部と世界征服部は、互いの戦力増強のため各部の極星星徒達を集めている。また、中等部でもその存在が知れ渡っているが、所有することができるのは高等部に進学してからであり、中等部が高等部から継承されることは異例とも言える。

#### 極星関連
極星章
極星の証。形状はペンダント型が一般的だが、「紅刃」の和麻と「朱鋼」の辰は襟章型、「朱砂」の橙也はグローブのワッペン型と様々であり、形状に関する詳細は不明だが、その色を受け継いだ最初の星徒の趣味によるものだとされる。
「銀星姫」（ぎんせいき）
久遠の昔話（NOVA2巻）で登場した極星の称号の1つで、本作における最大のキーパーソンでもある。「紅蓮姫」不和久遠と「銀麗覇」九行律の必殺技の撃ち合いの間に割って入ってそれを止め、さらに2つの極星を受け継ぎたいと申し出た少女に授与された称号で、「銀麗覇」の「銀」と「紅蓮姫」の「姫」を受け継いでいる。
その正体は鈴鳴はやなで、久遠と律の要望により封印されたため、「銀星姫」の所持者の存在は鈴鳴姉妹と久遠を始めとするはやなと関わりのある極一部の人物以外には隠匿されており、ほとんどの者は「銀星姫」の存在を知っているが、それが誰かについては知られていなかった。その後、はやなの要望で封印を解除された。
なお、極星名は律によるもので、志の由来ははやなの「星を照らせる星になりたい」という言葉を引用し、「星を照らす銀色の「星」となる姫君」という意味合いを込めて付けられた。
極光（オーロラ）
極星同士が本気でぶつかり合う際に見られる発光現象として具現化したイメージ（久遠曰く「気迫のような何か」）で、先代においては紅蓮姫が各部を襲撃していたため数多くの目撃情報があったが、近代においては忘れられつつあった現象でもある。極星なら必ず出せるというわけではなく、極星の中でも優れた者にしか出せないものらしい。また、光の色は極星が持つ色と同色の模様。この現象のため、優れた極星同士の真剣勝負は、えてして非常に派手なものになり、想像力が強ければさまざまな形に変える。また、工夫すれば応用することも可能（例：身体能力を上昇させる、武具に纏わせて攻撃力・破壊力を強化する、物体を出現および分身させる、カーテンのように周囲を覆いつくすなど）だが、使いすぎると体に負担がかかる恐れがある。発生原理については不明だが、美咲輝という特異な場所に起因しているという仮説が立てられている
作中では極星を引退している久遠も極光を出すシーンがあるため、極星である間しか出せないわけではない他、極星を封印中でも出すことが可能。また、認識レベルを「一般」から「極星」に調整することが可能で、はやなが「銀星姫」として復帰するまでは認識レベルは「極星」に設定されていたが、九郎や冴のように認識レベル関係なく常時視認可能なレベルで極光を行使できる者もある。
第4巻現在で極光を出せるのは、鈴鳴はやな、天宮さつき、九行稜、浅凪九郎、鴇神冴、八草重遊、御堂あき、天羽翔子、不和久遠、九行律、武居和麻、浅凪一二三の12人。

#### 種類
以下に記述されている各極星は、現在判明している極星や作中に登場した極星所有者や所有部を記述している。括弧内は掛け持ちしている部活、太字は色の由来となった部活（一部例外あり）を表す。
| 色  | 所有者                  | 極星名          | 所有部                                  |
| --- | ----------------------- | --------------- | --------------------------------------- |
| ★朱 | 鉤屋辰 → 司木橙也       | 朱鋼 → 朱砂     | 空手部（世界征服部）                    |
| ★紅 | 不和久遠 → 武居和麻     | 紅蓮姫 → 紅刃   | 剣道部                                  |
| ★蒼 | 水乃緒れい → 天宮さつき | 蒼雷            | なぎなた部（正義の味方部）              |
| ★銀 | 九行律 → 鈴鳴はやな     | 銀麗覇 → 銀星姫 | 茶道部 → 日本舞踊部 → 正義の味方部      |
| ★紫 | 八草重遊                | 紫閃            | 世界征服部                              |
| ☆白 | 白葉樹紫子 → 御堂あき   | 白爛 → 白煌     | テニス部 → ロボット研究部（世界征服部） |
| ★黒 | 鴇神冴                  | 黒帝            | 世界征服部                              |
| ★緋 | 竜胆うるむ              | 緋羽            | 弓道部                                  |
| ★桜 | 芳奈ひろり → 天羽翔子   | 桜凛 → 桜流     | 新体操部（世界征服部）                  |
| ★赤 | 新道遥々 → 九行稜       | 赤陽            | 陸上部（正義の味方部）                  |
| ★桃 | 浅凪一二三 → 浅凪九郎   | 桃幻            | 世界征服部                              |
| ★青 | 鈴鳴せりほ → 瀧津河辰人 | 青波            | 報道部                                  |

##### 詳細不明の極星
極星ではあるが、所有者および所有部が判明していないもの。
| 色  | 所有者 | 極星名 | 所有部 |
| --- | ------ | ------ | ------ |
| ★茶 | 不明   | 不明   | 不明   |
| ★翠 | 不明   | 不明   | 不明   |
| ★藍 | 不明   | 不明   | 不明   |
| ★黄 | 不明   | 不明   | 不明   |
| ★藤 | 不明   | 不明   | 不明   |
| ★金 | 不明   | 不明   | 不明   |
| ★灰 | 不明   | 不明   | 不明   |
| ★緑 | 不明   | 不明   | 不明   |
| ★水 | 不明   | 不明   | 不明   |
| ★空 | 不明   | 不明   | 不明   |
| ★碧 | 不明   | 不明   | 不明   |
| ★菫 | 不明   | 不明   | 不明   |

## 世界観・地理
本作の主な舞台は現実世界と同じ地球の東京都の第24特別区として東京湾に浮かぶ人工島「美咲輝区」である。年号は2040年代以降（2044年）だが、「現在の年号に追いついてしまわないようにする」という藤枝の意向により、あえて明示せずにあらすじの書き出しに「今より近い未来」という説明のみに留めている。

### 美咲輝学院
美咲輝学院（みさき がくいん）とは、本編の舞台となる架空の学校。
東京湾に造られた人工島にある非常識な規模の超巨大学園都市（いつ建立されたかは不明）で、敷地内には幼等部から大学院、各種専門学校までと溢れるほどの教育施設が揃っており、更には公共施設、開発施設、居住区までも内部に備え、私鉄やモノレールといった移動設備も充実し、果てにはレジャー施設まで備えており、その暴走振りから「最強の学院」として日本各地より広く星徒を集めている。だが最大の特徴は「自由自在」という校風であり、星徒に相応の意思と能力があればほとんどの場合が部活動という形で実現可能となっており、世界レベルの選手が育つことも稀ではない。
敷地は五芒星を模った五角形の形をしており、外環部の推定直径は約17km、敷地総面積は概算で約227平方kmに及び、その広さは大阪市に匹敵する。さらに湾岸への5本の橋（それぞれ羽田空港、浦安市、習志野市、千葉港、袖ケ浦市）で結ばれている。
高等部に在学する男子星徒の制服は春服の萩、夏服の水仙の2種類、女子星徒の制服は春服の蓮華と菫、夏服の桔梗の3種類に分類されている。
中等部
高等部の北部に隣接する学部。その規模は大きいが、学区の制度があるため、外部からの編入者が多くなる高等部よりは星徒数は少ない。高等部にそのまま進学するものが99 ％である。
制服・杏湊は高等部の菫と似た路線だが、こちらは若々しさを感じるセーラー型のデザインである。

#### 施設
第四保健室「湊」（だいよんほけんしつ みなと）
高等部に存在する4つ目の保健室。通常の保健室を、保健担任である霧瀬が勝手に正義の味方部部室に改造してしまったために保健室としての利用率が下がってしまっており、学校側も諦めて見て見ぬ振りをしてしまっている。
高等部 体育館（こうとうぶ たいいくかん）
高等部に設立されている施設。作中では第五体育館までが存在しており、その内第二、第四体育館が征服部の征服活動が、2年前では第三体育館にて久遠と律の決闘が行われた。
無印では、さつきと翔子との果し合いの舞台が第二体育館という設定になっている。
美咲輝学院 武道場（みさきがくいん ぶどうじょう）
高等部で各種大会などの舞台としてもよく使われる大型施設。各部活動が専用の施設を持つために、使われる機会は多くはないが、その膨大なキャパシティで一万人以上を収容できるため、美咲輝学院以外の団体などが使用することもある。
前回の学院祭で人気声優の月城有世を招いた折には、記録的動員数の15000人の入場があった。
高等部 剣道場（こうとうぶ けんどうぶ）
高等部の剣道部専用の道場。久遠は引退時に自分の使用していた二刀（「紅雪」と「紅風」）をここに収め、後輩たちの成長を願ったという話がある。久遠と橙也との戦闘で一部が破損したものの、建築部の協力で数日中には修復されたらしい。
星徒会棟「天励庭」（せいとかいとう てんれいてい）
星徒会専用の業務施設であり校舎棟より少し離れた位置に存在する。会議室や視聴覚室なども備えており、一般の星徒でも申請をすれば設備を使うことができる。また、世界征服部の部室もここに存在するが、どこにあるのかは不明。

#### 学食
喫茶室Q・J（きっさしつ キュー・ジェイ）
高等部食窓街の店の一つ。京月都が経営するファッションブランドの「Q・J」がプロデュースしている店のため、小物などの雑貨なども取り扱っている。世界征服部が最初に征服活動を行った場所であり、正義の味方部が初めて活動した店でもある。
無印では、久遠と律、れい、せりほの4人が「姫」を狙う極星と終業式の会長譲渡について情報交換をするために立ち寄った。
Q.Jは「Queen to Joker」の頭文字で、元々は藤枝（本作では京月都の知人の作家という設定）の未発表作品のタイトルだった。
十月（無印：とつき/NOVA：じゅうがつ）
高等部第一校舎1階にある学生食堂。学院設立当初よりあり、学生たちの昼食を支えてきた。100人以上入る店内厨房をたった5人で仕切る従業員が星徒に人気を与えている。
無印ではティンクルセイバーがデビューした舞台であり、一度世界征服部の支配下となり一食50000円で食事を提供（九郎曰く「特別価格」）するという話になるなど、何かと縁のある施設となっており、また連載開始当初は学院では唯一の学食店だったが、征服部の活動をきっかけに星徒たちを不満にさせないよう様々な学食店が開業されることとなった。
喫茶アリエル（きっさアリエル）
高等部から少し離れた場所にある静かな喫茶店。白を基調とした光の良く当たる明るい店であり、人通りの少ない場所にありながらも、確かな味と店主の康史が女子に少し甘い店としても有名である。『はやなスペシャル』のような個人用に作られたメニューも多く、どれも採算は度外視らしい。
軽茶食（かるちゃーしょっく）
高等部内にある喫茶室。『NOVA』では名称のみだが、九郎が遊との活動同行の条件として冴を本店に誘っている（九郎曰く「男一人でスイーツ目当てで店に行くにはちょっと恥ずかしい」とのこと）。また、はやなは葵から本店に行こうかと聞かれ、「彩に食べたいものがあるから」と断っている。
無印では久遠の3人目探しの際、さつきとの待ち合わせ場所として訪れている。
和食「彩」（わしょく あや）
高等部内にある食堂。『NOVA』では名称のみだが、はやなが葵から軽茶食に行こうかと聞かれた際、本店に行きたいと言っている。
ミサキドーナツ
美咲輝学院に展開されるドーナツチューン店で、現在6店目を準備中の人気店である。通称「ミサド」。味の評判もさることながら、グッズ展開が星徒たちの心をつかんでおり、中でもKINTOTOというマスコットキャラが人気が高い。そのキャラを模したドーナツ「エンゼルKINTO」もいつも人気No1の商品でもある。
モデルはミスタードーナツ。
クロエ
美咲輝学院内にある購買部。元々は食料品は売っていなかったが、後に内装をファミリーレストラン並みに改装した購買喫茶室としてリニューアルオープンすることとなった。
喫茶室カレンダー（きっさしつカレンダー）
喫茶室でありながらも和風の定食などイートメニューも強いため、食事時にも人気の高い店。店主が各種料理店を巡り修行してきたため、挑戦的過ぎるメニューが次々登場することも有名であり、ポン酢風味温政パスタやおかゆ風リゾットなどは黒歴史メニューと言われている。
無印では、ティンクルセイバーと和麻との再戦を行った場所という設定になっている。
学生寮西食堂 青龍（がくせいりょうにししょくどう せいりゅう）
高等部の西側にある寮生に人気の本格中華食堂。「安くて早くて美味い」が売りで男子には高い人気を誇る。本格的中華も頼めば出来るらしく予約さえ取れば満漢全席も用意できる（ただしその量も額も莫大なため、普通の高等部星徒に払えるようなものではないと言われているが、無謀な挑戦者により過去に三度注文されているらしい）。世界征服部が初めて征服に成功した場所であり、正義の味方部が初めて敗北した店でもある。

#### 商業エリア
オープンテラス アイム
商業エリアよりも高等部寄りに位置するオープンタイプのカフェ。その使いやすさと値段の手ごろさから常に賑わいを見せている。この店が元祖とされるハチミツクロワッサン（略称：ハチクロ）が人気商品で、昼はそれ目当ての客でさらに込み合う。
黒豚しゃぶしゃぶ 丸や（くろぶたしゃぶしゃぶまるや）
鰹風味のそばだれで頂くあっさり風味のしゃぶしゃぶ屋。日本酒・焼酎の揃いが大変良い店でもある。入店時に星徒手帳を持っているものはセンサーでチェックされるため高校生（未成年）は飲酒などはできないようになっている。
山猫堂（やまねこどう）
美咲輝学院高等部でも人気の高い和風甘味店。だがこの店は甘味もさることながら真の人気は本店特性プリンにあり、奥久慈の卵と搾りたての生乳を使い、和三盆糖で仕上げられており、卵の味が濃く甘さほどよい逸品は学院のデザートコンテストで三指に入った過去を持つほどである。稜のお気に入りの店でもあり、選ばれし客のみが注文できる超級サイズがあるらしい。
ファミレス『ジャンヌ』
全展開中のファミリーレストラン「ジャンヌ」の美咲輝学院支店。安価でもできるだけ美味しく!という簡単ではない理想を掲げており、そのこだわりが学生たちにもほかよりもちょっと美味しいファミレスとして愛されている。制服が可愛いという理由からバイト先としても人気が高い。
食堂街 MOONLINE（しょうくどうがい ムーンライン）
美咲輝学院高等部から少し離れたエリアに存在する商店街飲食店街の複合ショッピングモール。北から南までは600メートルほどもあり、まる一日暇することなく過ごすことができる場所である。また、星徒たちから声を募り希望の多い店を呼び入れているため、高等部から少し離れているにもかかわらず人気のスポットとなっており、昼休みも放課後も常に多くの星徒で賑わう。

#### 居住エリア
藤代家
霧瀬の実家。その一つである書斎は、書斎とは名ばかりでプラモデル（特にガンプラ系が多い）やフィギュアなどの玩具が大量にあふれており（当人曰く「正義の味方を良く理解するための資料」とのこと）、実質彼女の趣味の部屋となっている。
天宮流薙刀道場
さつきの実家で、場内は一度改築がされているため内装はモダンな造りになっている。この時代は武芸をたしなむ女子は少ないため、門下生は多くはないが質が高い。
鈴鳴邸
居住エリア「空域」に構えているはやなの実家。消費する食事の量は朝で五十人分相当で、その用意された様はさながらバイキングレストランのようである。

#### 東京都内
あとりえ都
葵の母親、都の経営する洋服ブランド店で、美咲輝市に構えている。クラシカルな少女服とモード的なラインが織り交じった異色の服を作っており、この時代においての流行と偶然があいまって、少女達には人気のブランドとして人気を博している。また、同ブランドの経営する喫茶店QJなど多角的なブランド展開もしている。
美咲輝ハイウェイ
都心部から美咲輝学院に繋がる高速道路。星徒たちの大半の移動手段は電車だが、教師や大学部の星徒などはこちらを使う者も多い。日曜などは利用者が少ないため非常に空いている。

## 作中年表
本編における出来事を年表形式に掲載する。

## 他作品との関連
以下のように、本作は藤枝雅の複数の別作品と同じ世界観を舞台としていることが示唆されている。
- 冴は『ことのはの巫女とことだまの魔女と』の主人公であるグレーティア・ディートリヒと鴇神紬の孫娘である（藤枝曰く「父親は普通にいる」とのこと[1]）。
- 都が経営する「あとりえ都」は『ことのはの巫女とことだまの魔女と』、『飴色紅茶館歓談』などの舞台である紫野市の隣の市にあたる美咲輝市にある[1]。
- 第2巻3話にて、輝紗が『AliceQuartet』のイニシャルの入ったカップを使っている。
- 武道場は第3巻の設定集に『乙女色 Stay Tune』の主人公である月城有世が訪れたと記載されている。
- 第4巻13話にて夕霞が羽織っていたマントは『いおの様ファナティクス』の主人公であるいおの・ミト・アルシュラインが羽織る礼服を遊が模して作られたもの。
- 第4巻15話の食窓街ムーンラインの看板に『飴色紅茶館歓談』の舞台と同名の店舗が支店名として記載されている[1]。また、『飴色紅茶館歓談』12話のラストにはやなを始めとする正義の味方部の部員が飴色紅茶館の客として登場している。

## コミックスのコーナー

### Back to the subject 〜作品中のわかりにくい言葉やらどうでもいい設定やら〜
単行本の空きページに掲載されているコーナー。
本編では語られていない作中のキャラクターやアイテム、世界観などの詳しい詳細や解説、裏設定が明らかにされる。基本的に話の後に掲載されることが多いが、稀に各パートの間に掲載されることもある。

### ADDITIONAL FILES
単行本の巻末ページに掲載されているコーナー。
本編に登場した正義の味方部と世界征服部の戦闘装備が解説される。1巻と4巻では女子星徒の3種類の制服も紹介されている。

## 関連商品

### 書籍

#### 単行本
各話のタイトルは俳句のような区切りになっている。また、第1巻のみDNAコミックス、第2巻以降はREXコミックスとして発売されている。これは掲載誌の変遷による。
カバーの表表紙には正義の味方部所属のメンバーが用いられているが、初回限定版と通常版とで異なり、限定版は全体図を、通常版はそのアップを描いている。
- 第1巻（通常版 ISBN 4758000514／初回限定版 ISBN 4758001812）（2004年8月1日発売）
  - ※初回限定版にはドラマCD「湯煙☆スター」が付属。
  - ACTIVITY-01.25 鈴鳴はやな いつも通りの らんちたいむ
  - ACTIVITY-01 正義の味方 お昼休みに でびゅー
  - ACTIVITY-02 新入部員 やってきてみて さぷらいず
  - ACTIVITY-03 征服部 てんこもりだよ にゅーかまー

- 第2巻（通常版 ISBN 4758060010／初回限定版 ISBN 4758060029）（2006年7月14日発売）
  - ※初回限定版にはドラマCD「Piece of Star」が付属。
  - ACTIVITY-04 部活動 狭間にゆれる どーなっつ
  - ACTIVITY-05 紅の姫 星々たちとの じゃんくしょん
  - ACTIVITY-06 蒼の月 挑戦します でゅえりんぐ
  - ACTIVITY-07 紅と銀 交わす拳の でぃあれすと

- 第3巻（通常版 ISBN 9784758060561／初回限定版 ISBN 9784758060578）（2007年7月25日発売）
  - ※初回限定版にはドラマCD「Crossing Star」が付属。
  - ACTIVITY-08 極光の 光が繋ぐ ぽっしびりてぃ
  - ACTIVITY-09 夕焼けの まばゆさ超える さんせっと
  - ACTIVITY-10 銀色を 紡ぐ桜の ふらっぐめんと
  - ACTIVITY-11 満天に 昇星還る りぞりゅーしょん

- 第4巻（通常版 ISBN 9784758062558／初回限定版 ISBN 9784758062565）（2012年7月27日発売[注 84]）
  - ※初回限定版にはドラマCD「Consurt Star」が付属。その他、各店舗3種類（アニメイト、メロンブックス、とらのあな）のドラマCD「A little little future star」が付属。また、巻末に番外編とレポート漫画を収録。
  - ACTIVITY-12 征服の 一念集う かうんたー
  - ACTIVITY-13 それぞれの 想い改む とらんじしょん
  - ACTIVITY-14 天満つる 星の息吹の りばいばる
  - ACTIVITY-15 一陣の 疾風運ぶ ぷろみさりぃ
  - 番外編 兄妹と プリンをつなぐ りれいしょん

#### 同人誌

##### 旧同人誌版
1995年に発行された同人誌「ティンクルセイバー創刊号」から「季刊・雅」にて掲載された商業誌版（以下『NOVA』）の礎とも言える作品。基盤こそ『NOVA』と同様だが、一部ストーリーの流れが異なる。
各話数の通し番号は、3話までは「EPISODE：○〈話〉」4話以降は「EPISODE：○〈話〉-ACT：○〈パート〉」。
2003年まで執筆されたが、『NOVA』の執筆を機に打ち切りに近い形で終了し、EPISEDE：5の物語は未完のまま未収録となった。藤枝曰く「ストーリー展開は『NOVA』に完全移行したため、今更続きを再執筆するつもりはない」とのこと

###### 『NOVA』にて変更された描写および追加された設定
エピソード
特にEPISODE：4とEPISODE：5が『NOVA』にて大幅な書き直しが施されている。
世界征服部の征服活動場所と対決場所が『NOVA』において変更されている。
無印では外伝として描かれていた久遠の昔話が、『NOVA』において彼女の過去語りに変更されている。
キャラクター
七月男と祐之介が変装中に着用していた仮面が『NOVA』ではサングラス（久遠が着用している物のレプリカ）に変更されている。
上記のEPISODE：4とEPISODE：5の書き直しに伴い、歌音や一二三、美咲などの『NOVA』オリジナルの人物やはやなの新装備「ティンクルセイバーNOVA」が登場している。
あきが極星「白」を所有するまでの経緯や九郎、せりほがそれぞれ極星「桃」「青」の所有者であったという設定など、無印では描かれなかった極星所有者の描写や『NOVA』オリジナルの技が追加されている。

###### 関連作品
ティンクルセイバーコレクション
上記の作品（EPISEDE：1からEPISEDE：5中盤までのストーリー）を纏めた総集編。全3巻（未完）。
ティンクルセイバー First Star
上記2巻を単行本サイズに再編した改訂版。

ティンクルセイバーのほん
4コマ漫画をメインとしたアンソロジー作品。
また、一部の作品は上記の「FirstStar」に収録されている。
ティンクルセイバーのほん1.3
上記のラフ画を掲載した作品。

ティンクルセイバーNOVA Promo
『NOVA』のプロモーションブック。

##### 新同人誌版
2022年に制作された、商業誌版の続きを描いた作品。
ティンクルセイバーNOVA REMNANT
REX掲載分（2012年10月号から2015年2月号まで）を収録した総集編。
元々が単行本5巻に収録を予定されていたこともあり、内容は単行本版を踏襲しており、実質的な商業誌版の続刊とも言える。

ティンクルセイバーHEIR
「NOVA」の続編として制作された作品。
タイトルは当初「ティンクルセイバーNOVA REUNITE」という仮称だったが、NOVAから引き継ぐという意味合いから現在のタイトルとなった。
また、連載体制も当初は「季刊・雅」の掲載作品として展開する予定だったが、Kindle上で見つけやすいようにするために単独作品として連載することとなった。

### ドラマCD
- ティンクルセイバーNOVA 初回限定版特典ドラマCD 湯煙★スター（2004年8月1日）- コミック第1巻の初回限定版特典
- ティンクルセイバーNOVA SCRAMBLE★STAR（2004年9月10日発売）
- ティンクルセイバーNOVA 初回限定版特典ドラマCD Piece of Star（2006年7月14日）- コミック第2巻の初回限定版特典
- ティンクルセイバーNOVA 昼下がりのウィスパー（2006年9月9日発売）
- ティンクルセイバーNOVA 初回限定版特典ドラマCD Crossing Star（2007年8月15日）- コミック第3巻の初回限定版特典
- ティンクルセイバーNOVA Maiden Star（2007年11月9日発売）
- ティンクルセイバーNOVA 初回限定版特典ドラマCD Consult Star（2012年7月27日）- コミック第4巻の初回限定版特典
- ティンクルセイバーNOVA 店舗別限定版特典ドラマCD A little little future star （2012年7月27日）- コミック第4巻の各店舗別限定版特典

#### キャスト
- 鈴鳴はやな - 國府田マリ子
- 天宮さつき - 水樹奈々
- 九行稜 - こやまきみこ
- 歌音ブライトクロイツ - 花澤香菜
- 藤代霧瀬 - 久川綾
- 京月葵 - 折笠富美子
- 秋篠夕霞 - 根谷美智子
- 浅凪九郎 - 置鮎龍太郎
- 八草重遊 - 甲斐田ゆき
- 御堂あき - 半場友恵
- 鴇神冴 - ゆきのさつき
- 司木橙也 - 間島淳司
- 天羽翔子 - 松岡由貴
- 松田七月男 - 山口隆行
- 新井祐之介 - 川田紳司
- 武井和麻 - 草尾毅
- 水乃緒れい - 桑谷夏子
- 不和久遠 - 冬馬由美
- 九行律 - 鳥海浩輔
- 浅凪一二三 - 原由実
- 星徒 - 近藤光世、酒巻光宏、中塚玲、秋吉徹、松井尚吾、朝田実依、岩咲きみ、前田弘喜
- ナレーション - 中嶋ヒロ

#### 主題歌
- Twinkle3!!!
  - 作詞・作曲・編曲-Funta / 歌-ティンクルセイバー/鈴鳴はやな（國府田マリ子）
  - ドラマCD『SCRAMBLE★STAR』に収録
- Lightning Arc
  - 作詞・作曲・編曲-Funta / 歌-アークセイバー/天宮さつき（水樹奈々）
  - ドラマCD『昼下がりのウィスパー』に収録
- Shining Heart
  - 作詞-藤枝雅 / 作曲・編曲-P&little.P / 歌-ソルセイバー/九行稜（こやまきみこ）
  - ドラマCD『Maiden Star』に収録
- ※カラオケの配信を求める声も多いが、作者は「版権の都合上カラオケの配信は望めない」としている[1]

## 備考
- 本作では場所に加え、月日・日時が表記されていることが特徴で、場面が変わるに連れて表示される。また、連載当初は場所に応じてエリアの表記も考えていたが立ち消えとなった[1]
- 本作のサブタイトルはREX本誌では単行本にはないものがある。
- 雑誌掲載時と単行本収録時とで、下記のように一部の絵が書き直されたり台詞が変更されていたりする。
  - ACTIVITY-6（2巻収録）104頁4コマ目のセリフが「たまたま」から「たまには」に変更されている。
  - ACTIVITY-8（3巻収録）には変更されている部分が2箇所存在する（32頁3コマ目の翔子の汗をかくシーン、50頁4コマ目のはやなに使われているトーン）。
  - ACTIVITY-15後編（4巻収録）は、雑誌掲載時はネームの状態で掲載されていた。
- 作中ではいくつか作画ミスが存在する（例：4話から遊が着用しているネクタイに付いていたブローチが、9話後編では3話で付けていたネクタイに変わっている、13話以降のはやなのカチューシャについていたリボンが、15話後編にて省かれているなど）
- 雑誌掲載時にのみ描かれたページやイラストが2種類あり、その内ひとつは単行本に掲載する予定だったが編成の都合により断念した[1]。